# Чжоушань
Чжоуша́нь (кит. упр. 舟山, пиньинь Zhōushān, ранее был известен как Чусань) — городской округ в провинции Чжэцзян КНР. Расположен на одноимённом архипелаге в Восточно-Китайском море. Органы управления расположены в районе Динхай на острове Чжоушань.

## География
Архипелаг Чжоушань, состоящий из 1339 островов и свыше 3,3 тыс. рифов, находится между заливами Ханчжоувань и Сяншаньган провинции Чжэцзян. Он является крупнейшим архипелагом Китая. Общая площадь округа — около 22,2 тыс. км², в том числе площадь морской акватории — 20,8 тыс. км² и площадь суши — 1,37 тыс. км². Самый большой остров — Чжоушань (502,6 км²), занимает четвёртое место в Китае по площади, уступая лишь островам Тайвань, Хайнань и Чунминдао. На Чжоушане находятся два наиболее густонаселённых района округа — Динхай и Путо. 
Максимальная высота над уровнем моря — 503,6 м (гора Хуанъяньцзянь на острове Чжоушань). На островах преобладают холмы и небольшие прибрежные и речные долины. Имеются многочисленные ручьи и небольшие речки; наиболее значительная река Дунцзян (Восточная река) расположена на острове Чжоушань и впадает в гавань Динхай. На Чжоушане и других островах ведутся масштабные работы по намыву и осушению прибрежных территорий (районы мелководья засыпаются грунтом с соседних холмов, затем проводятся работы по укреплению берега и освоению расширенной территории). По морю округ Чжоушань граничит с Нинбо на западе и Шанхаем на севере. 

### Острова
Район Динхай
- Чжоушань (502,6 км²)
- Цзиньтан (82,1 км²)
- Цэцзи (15,0 км²)
- Чанбай (14,1 км²)

Район Путо
- Юго-восточная часть острова Чжоушань
- Люхэн (109,4 км²)
- Чжуцзяцзянь (75,8 км²)
- Таохуа (44,4 км²)
- Сячжи (18,6 км²)
- Дэнбу (16,7 км²)
- Путошань (16,1 км²)

Уезд Дайшань
- Дайшань (119,3 км²)
- Цюшань (73,5 км²)
- Дачанту (40,6 км²)
- Сюшань (26,3 км²)
- Сяочанту (13,3 км²)
- Даюшань (11,0 км²)

Уезд Шэнсы
- Сицзяо (25,9 км²)

Остров Чжоушань делится на несколько жилых районов — Цзифан (административный и деловой центр Динхая вокруг площади Культуры), Чангуо (старый город Чжоушаня), Линьчэн (новый деловой и промышленный центр Динхая), Шэньцзямэнь (административный и деловой центр Путо).

### Климат
Под воздействием тихоокеанских муссонов климат Чжоушаня характеризуется умеренной влажностью и обилием солнечных дней, что приводит к тёплой зиме и прохладному лету. Среднегодовая температура на островах составляет +16 ℃. Самым жарким месяцем года является август (+25,8—28 ℃), самым холодным — январь (+5,2℃—5,9 ℃). Годовые осадки варьируются от 927 до 1620 мм. С июля по сентябрь на острова обрушиваются тайфуны, зимой дуют сильные ветра, летом иногда случаются засушливые периоды. 
Чжоушань входит в тройку городов Китая с самым чистым воздухом, уступая лишь Хайкоу и Лхасе.

### Флора и фауна
На холмистых участках Чжоушаня растут эвкалипты, каркасы, гинкго, падубы, грабы, а также подокарп крупнолистный и ликвидамбар формозский. 
На отдалённых островах Чжоушаня имеется очень богатый животный мир. На архипелаге обитают малые колпицы, белые цапли, красношейные поганки. В прибрежных водах Чжоушаня водятся сотни видов рыб, моллюсков и млекопитающих, в том числе дельфины.

## История
Согласно археологическим раскопкам, люди жили на некоторых островах архипелага ещё в эпоху неолита (более 5 тыс. лет назад). Они занимались рыбной ловлей, земледелием, охотились на морских животных и добывали соль. Во времена первых централизованных империй острова управлялись структурами, ответственными за близлежащее побережье. В период Чуньцю архипелаг был известен как Юндун («Восточнее реки Юн») или Хайчжунчжоу («Острова на море») и находился под контролем царства Юэ.
Во времена империи Цзинь острова стали базой для мятежа под руководством Сунь Эня. Когда Сунь Энь, поднявший восстание против центральной власти, захватил всю провинцию Янчжоу (территория современных провинций Цзянсу и Чжэцзян) и подошёл к столичному городу Цзянькан, полководец Лю Лаочжи сумел в конце 399 года выбить повстанцев обратно на острова Чжоушань, однако провинция Янчжоу оказалась разорена до основания. В 401 году Сунь Энь попытался атаковать вновь, но был разбит полководцем Лю Юем.
Впервые отдельная административная структура здесь появилась во времена империи Тан, когда в 738 году на архипелаге был образован уезд Вэншань (翁山县). Своё название он получил из-за одноимённого холма, возвышавшегося над островом. В 771 году архипелаг был захвачен повстанцами под руководством Юань Чао, из-за чего уезд был расформирован.
Во времена империи Северная Сун здесь в 1073 году вновь был создан отдельный уезд, получивший название Чанго (昌国县). После монгольского завоевания Китая уезд был поднят в статусе, став областью Чанго (昌国州) в составе империи Юань. После свержения власти монголов и основания империи Мин область была в 1369 году понижена в статусе, вновь став уездом, который в 1387 году был вовсе упразднён. Из-за политики изоляции и запретов морской торговли китайские власти дважды (в эпоху минского императора Хунъу и цинского императора Шуньчжи) вынуждали жителей архипелага Чжоушань покидать свои дома и переселяться на материк. 
В начале XVI веке архипелаг Чжоушань стал одной из главных баз пиратов-вокоу. На острове Люхэн существовал оживлённый порт Шуанъю (Лиампо), куда стекались японские, португальские, фудзяньские и малайские торговцы-контрабандисты. Расцвет порта начался после закрытия Нинбо, где в 1523 году самураи из кланов Оути и Хосокава устроили междоусобную резню. Несмотря на официальный запрет минских властей, в Шуанъю процветала торговля шёлком, чаем и фарфором в обмен на серебро. В 1548 году, после ряда неудачных атак, императорский флот Китая всё же разбил синдикат контрабандистов и уничтожил Шуанъю. После того, как Цинская империя присоединила Тайвань, на архипелаге Чжоушань в 1687 году был вновь образован уезд, получивший название Динхай (定海县). Так как в 1757 году император Цяньлун открыл для морской торговли с европейцами только Гуанчжоу, европейским торговцам пришлось покинуть Чжоушань. 
Британский посол Джордж Макартни, прибывший в 1793 году на аудиенцию к цинскому императору, просил, в частности, разрешить английским торговцам использовать в качестве базы какой-нибудь небольшой необитаемый остров в архипелаге Чжоушань, но в этом ему было отказано. Во время Первой опиумной войны Чжоушань был захвачен английскими войсками в начале июля 1840 года. В связи с тем, что было достигнуто предварительное согласие цинских властей на передачу британцам острова Гонконг, в начале 1841 года англичане покинули Чжоушань. Однако вскоре цинский император отказался признать итоги предварительных мирных переговоров и в октябре 1841 года английские войска под командованием Гофа и Паркера повторно оккупировали Чжоушань, оставаясь на островах до 1846 года в качестве гарантии выполнения цинским правительством условий мирного договора. После Первой опиумной войны правительство императора Даогуана преобразовало уезд Динхай в Непосредственно управляемый комиссариат Динхай (定海直隶厅), подчинённый непосредственно губернатору провинции Чжэцзян.

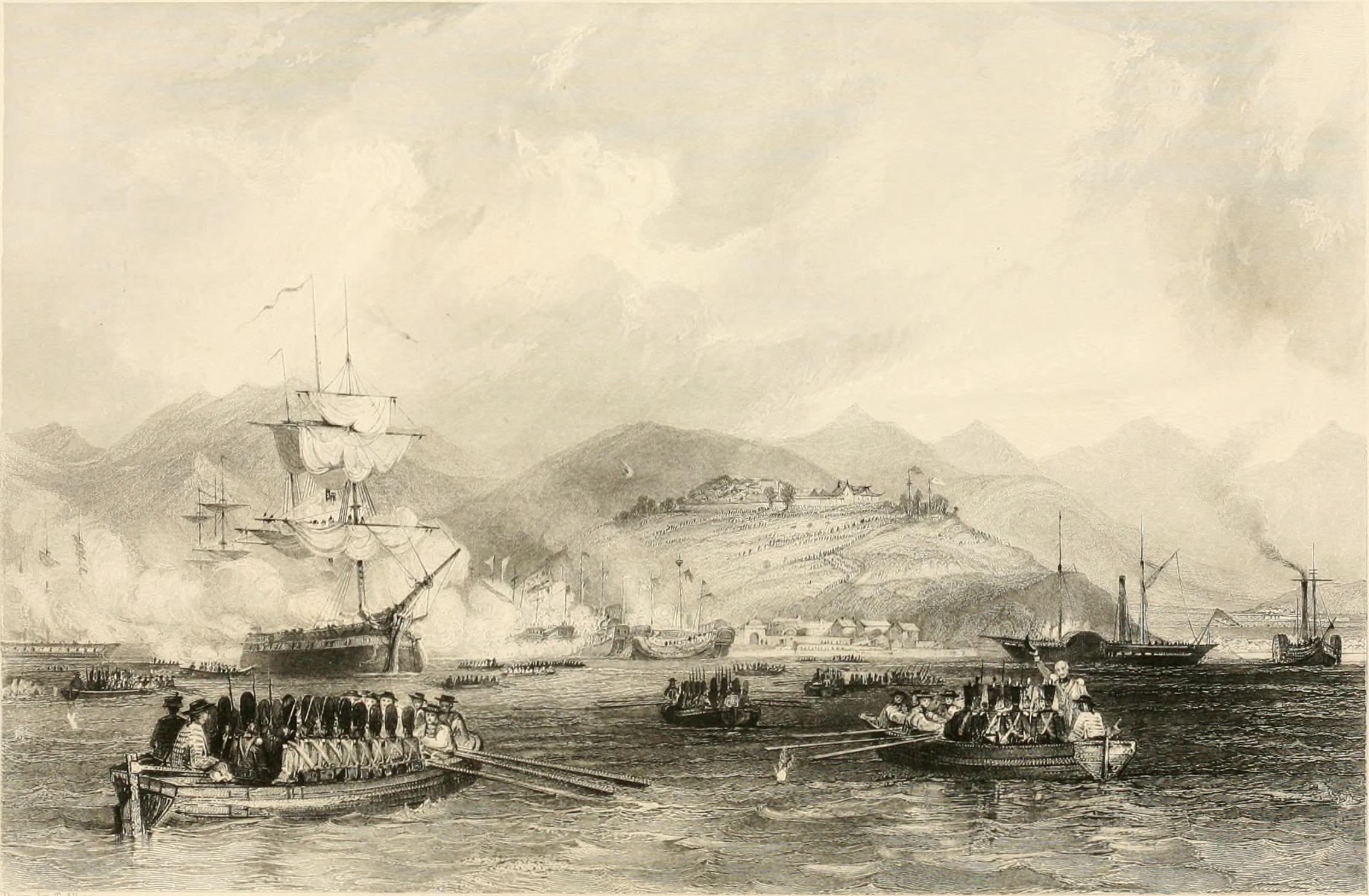
1840
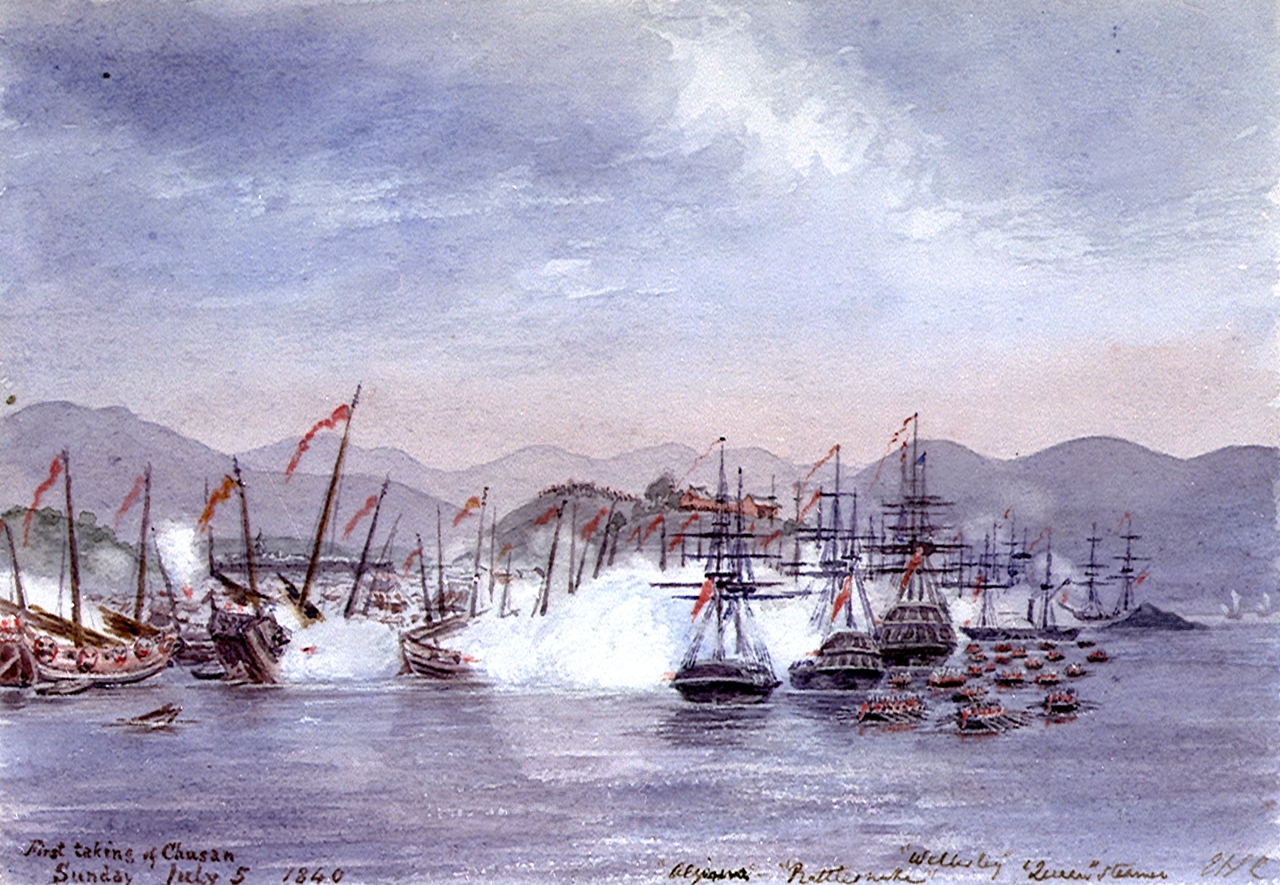
1840
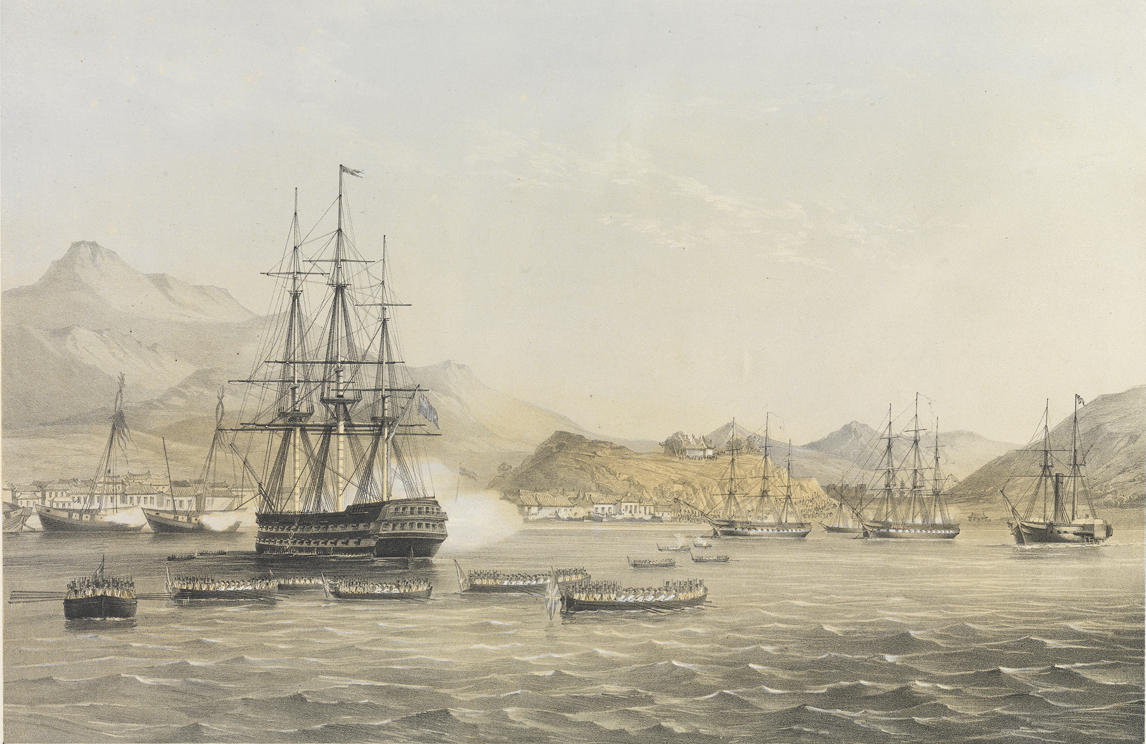
1840
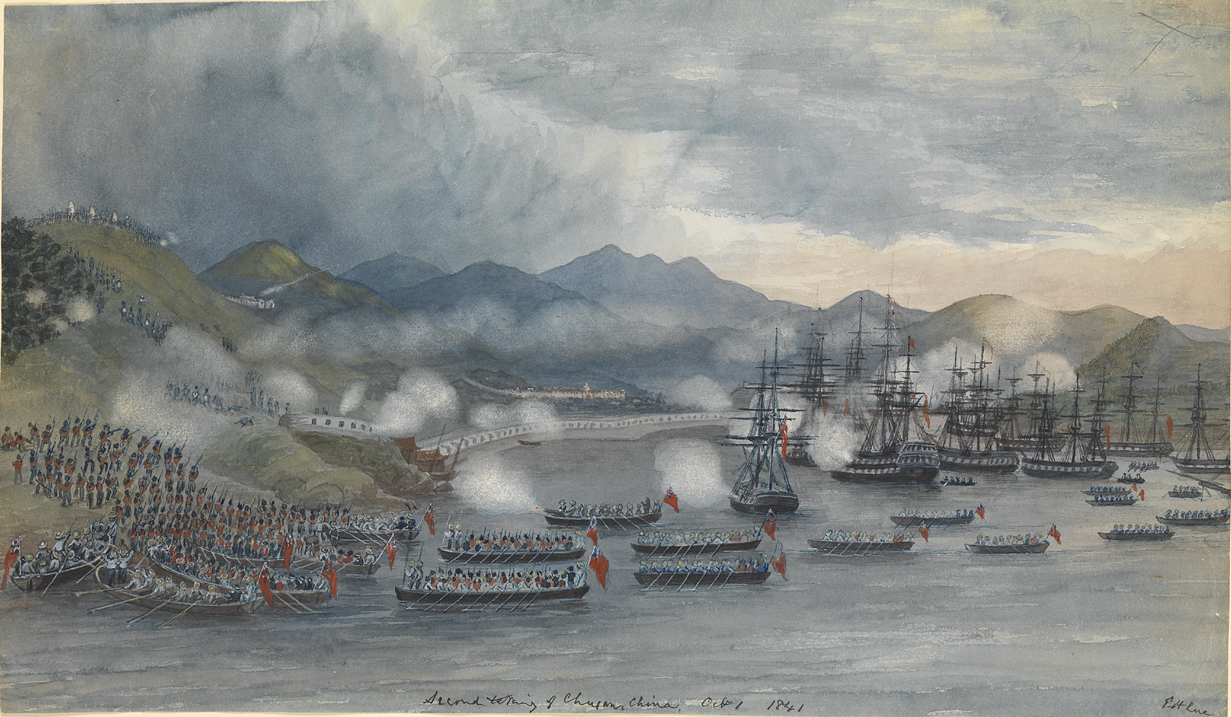
1841
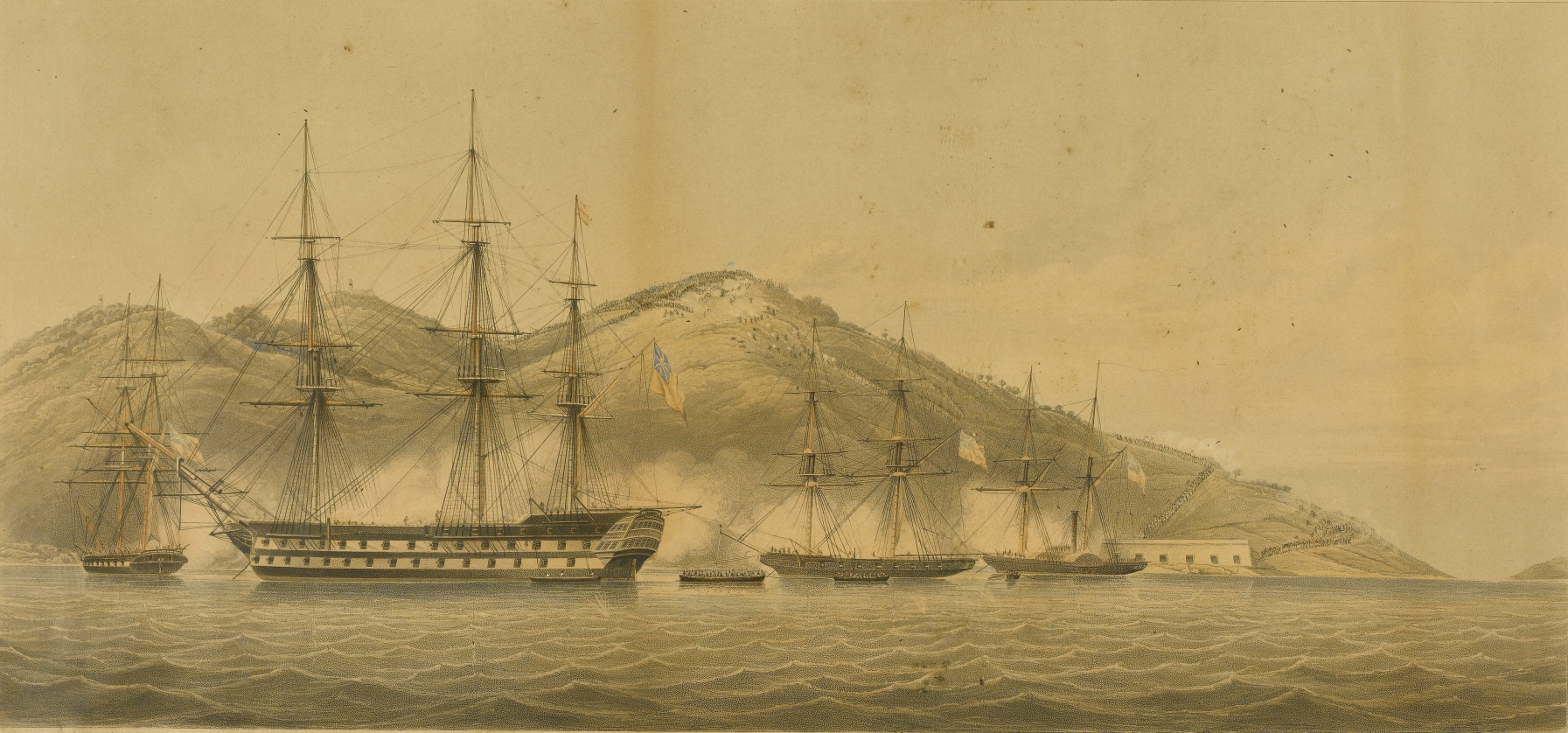
1841

После Синьхайской революции в Китае была проведена реформа структуры административного деления, в ходе которой комиссариаты были упразднены, и в 1912 году комиссариат Динхай вновь стал уездом Динхай. 25 августа 1916 года здесь побывал Сунь Ятсен, оставивший записки об этом визите. С началом японо-китайской войны архипелаг был в 1937 году оккупирован японцами. 1 октября 1942 года в окрестностях архипелага американской подводной лодкой «Grouper» был торпедирован и потоплен японский войсковой транспорт «Lisbon Maru», перевозивший в Токио 1800 военнопленных из Гонконга; местным рыбакам удалось спасти 384 британца.
В 1946 году северная часть архипелага была передана в состав провинции Цзянсу и подчинена напрямую правительству провинции. Во время гражданской войны в связи с продвижением войск коммунистов на юг гоминьдановское правительство в 1949 году выделило из уезда Динхай уезд Вэнчжоу (滃州县); в северной части архипелага, входившей в состав провинции Цзянсу, был образован уезд Шэнсы. В ноябре 1949 года войска НОАК попытались высадиться на острове Дэнбу, но их атака была отбита. Тем не менее, 17 мая 1950 года гоминьдановские войска эвакуировались с архипелага Чжоушань на Тайвань, и острова были заняты войсками коммунистов.

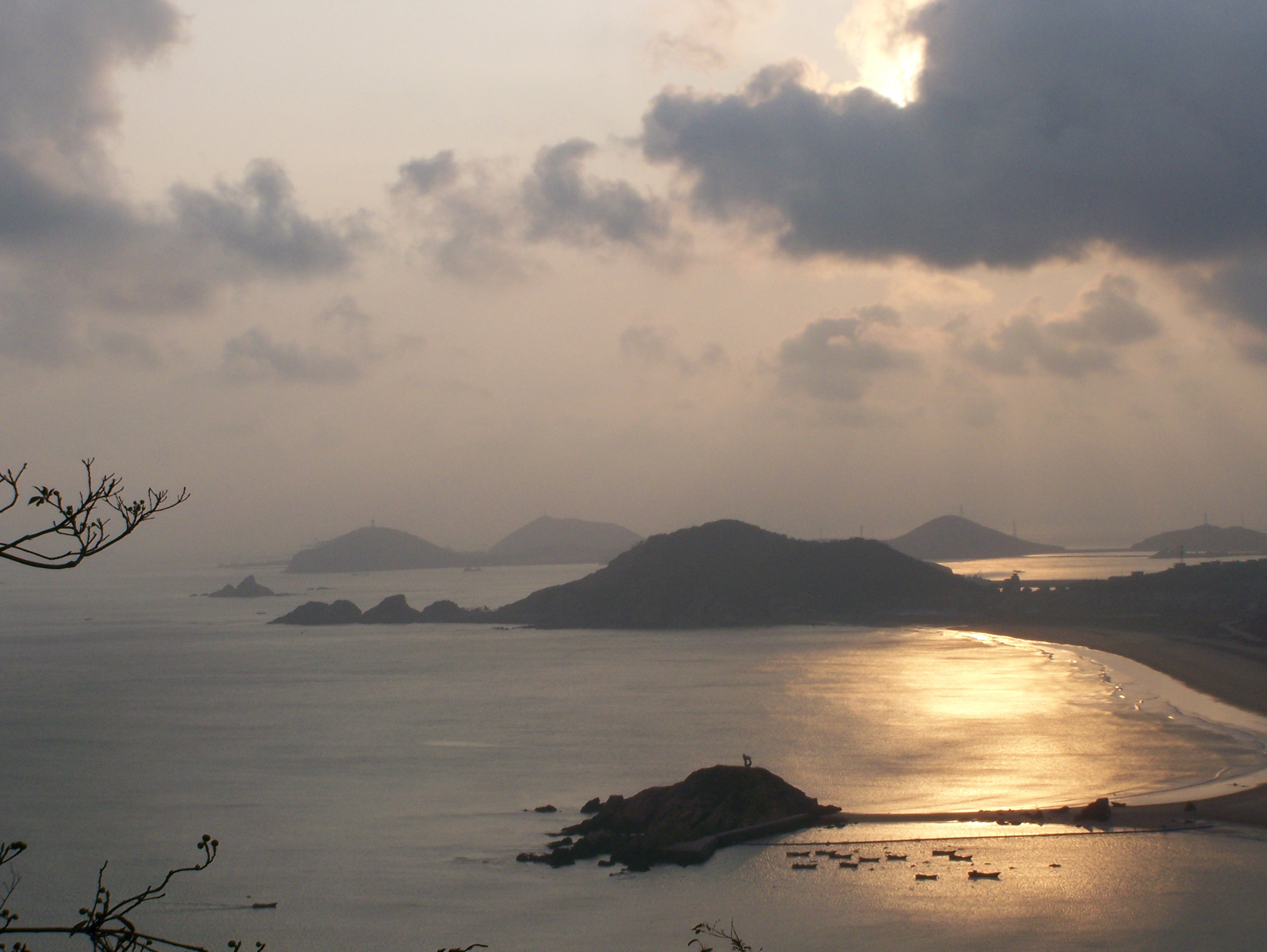
Шэнсы

В составе Китайской Народной Республики уезд Вэнчжоу был вновь присоединён к уезду Динхай, вошедшему в состав Специального района Нинбо (宁波专区) провинции Чжэцзян, а уезд Шэнсы стал Особым архипелажным районом Шэнсы (嵊泗列岛特区) Специального района Сунцзян (松江专区) провинции Цзянсу. В 1953 году в провинции Чжэцзян был образован Специальный район Чжоушань (舟山专区); Особый архипелажный район Шэнсы вновь стал уездом и был передан в состав нового Специального района; также в его состав перешёл и уезд Динхай, из которого при этом были выделены уезды Путо (普陀县) и Дайшань. В 1954 году из Специального района Нинбо в состав Специального района Чжоушань был передан и прибрежный уезд Сяншань.
В 1958 году материковый уезд Сяншань был возвращён в состав Специального района Нинбо, а четыре уезда на архипелаге были объединены в единый уезд Чжоушань (舟山县); таким образом в составе островного Специального района Чжоушань остался всего один уезд. В 1960 году Специальный район Чжоушань был упразднён, а уезд Чжоушань также перешёл в состав Специального района Нинбо. В ноябре 1960 года территория бывшего уезда Шэнсы была преобразована в коммуну и передана в состав города центрального подчинения Шанхай.
В 1962 году был воссоздан Специальный район Чжоушань, в состав которого вошли вновь созданные из расформированного уезда Чжоушань уезды Дацюй (大衢县), Динхай, Путо и Дайшань, а также возвращённый из-под юрисдикции Шанхая уезд Шэнсы. В 1964 году уезд Дацюй был расформирован, а его территория разделена между уездами Дайшань и Шэнсы. В 1973 году Специальный район Чжоушань был переименован в Округ Чжоушань (舟山地区). В 1987 году постановлением Госсовета КНР округ Чжоушань был преобразован в городской округ, а уезды Динхай и Путо — в его районы городского подчинения. В 2010 году открылось движение по пяти автомобильным мостам, связавшим Чжоушань с районом Чжэньхай города Нинбо. 8 июля 2011 года был создан Новый район архипелаг Чжоушань (舟山群岛新区).

## Административное деление

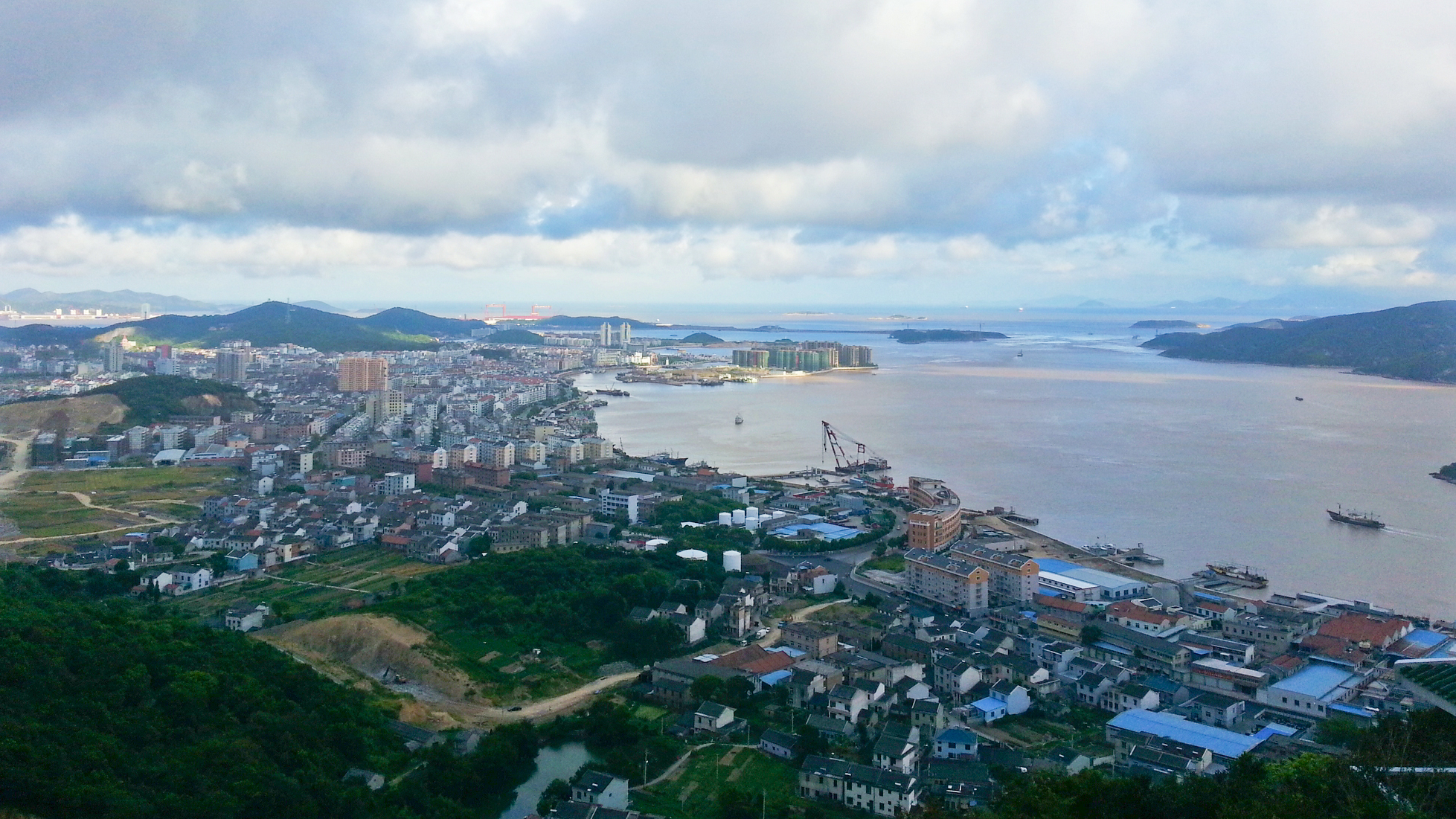
Дайшань

Городской округ Чжоушань делится на четыре единицы уездного уровня: два района городского подчинения, и два уезда. Правительство округа расположено в районе Динхай.
| Карта                     | Карта    | Карта     | Карта        | Карта            | Карта         |
| ------------------------- | -------- | --------- | ------------ | ---------------- | ------------- |
| Динхай Путо Дайшань Шэнсы |          |           |              |                  |               |
| Статус                    | Название | Иероглифы | Пиньинь      | Население (2010) | Площадь (км²) |
| Район                     | Динхай   | 定海区    | Dìnghǎi qū   |                  |               |
| Район                     | Путо     | 普陀区    | Pǔtuó qū     |                  |               |
| Уезд                      | Дайшань  | 岱山县    | Dàishān xiàn |                  |               |
| Уезд                      | Шэнсы    | 嵊泗县    | Shèngsì xiàn |                  |               |

Субрайоны Линьчэн и Цяньдао района Динхай управляются администрацией Нового района Чжоушань. Архипелаг Яншань находится под управлением Шанхайского порта, хотя формально входит в состав уезда Шэнсы.

## Вооружённые силы

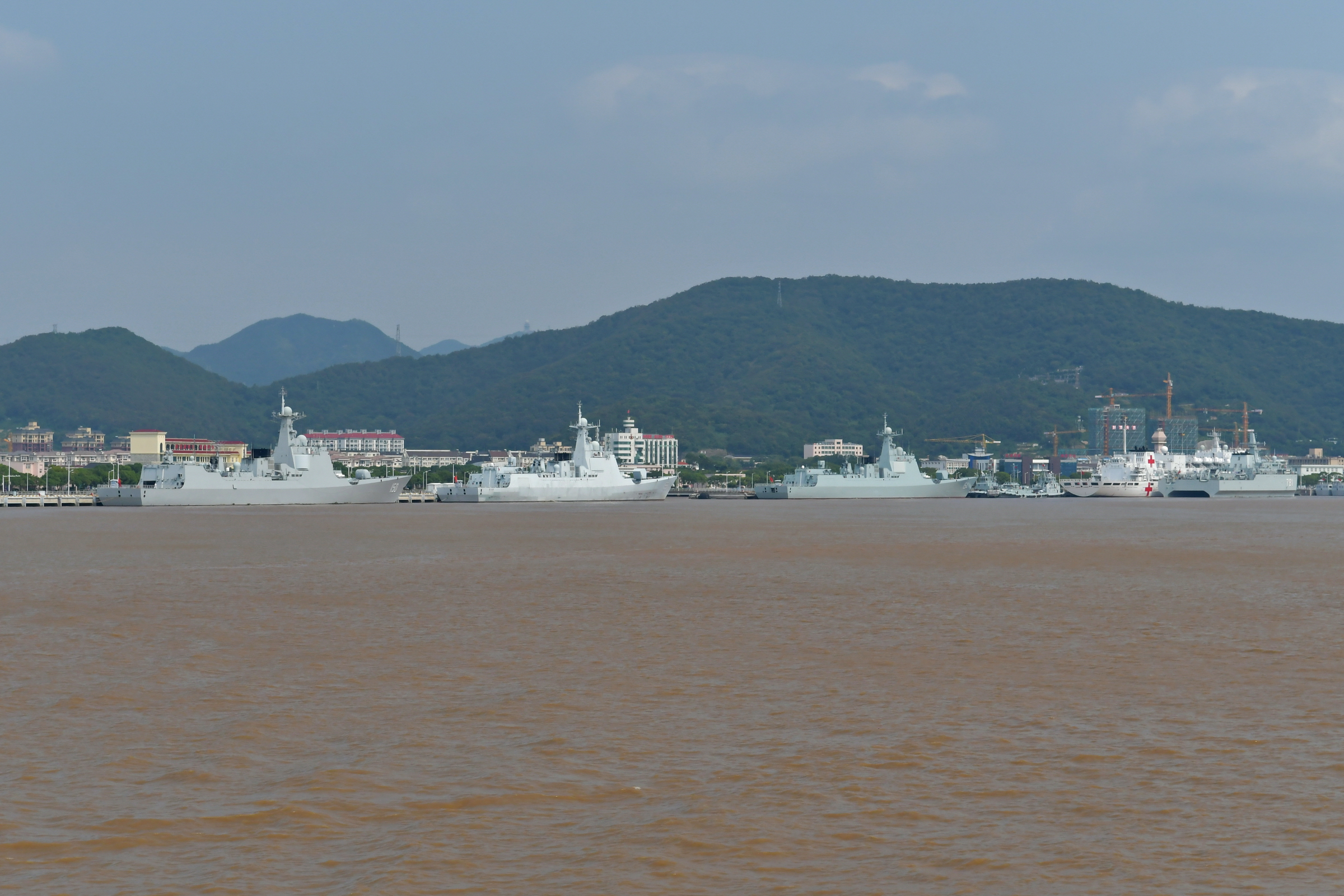
Военно-морская база

В районе Динхай расположена крупная военно-морская база Восточного флота, прикрывающая подступы к портам Шанхая и Нинбо. Кроме того, корабли из Чжоушаня регулярно патрулируют Аденский залив у побережья Сомали, охраняя торговые суда от нападения пиратов.

## Население

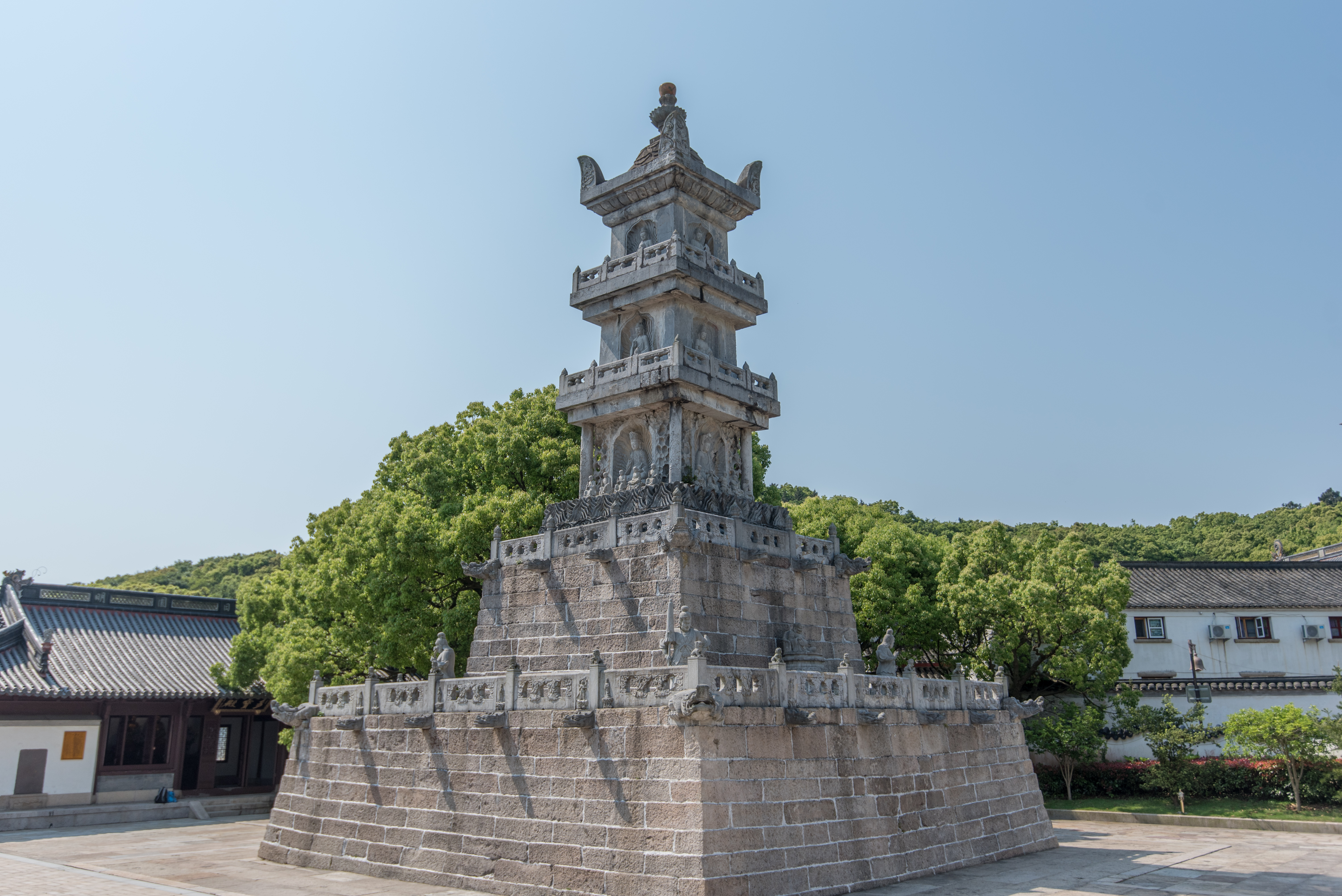
Пагода на острове Путошань

Из 1339 островов архипелага Чжоушань обитаемы только 103 и лишь 12 из них имеют население свыше 10 тыс. человек. Согласно переписи населения 2010 года в округе проживало 1,121 млн человек, из которых почти 843 тыс. населяли урбанизированные районы Динхай и Путо. Наиболее населёнными островами архипелага являются Чжоушань (635 тыс.), Дайшань (112 тыс.), Люхэн (59 тыс.) и Цзиньтан (38 тыс.). Подавляющее большинство населения Чжоушаня — ханьцы, имеются небольшие общины даньцзя.  
В состав архипелага входит остров Путошань, на котором расположена одна из священных гор Китая (центр паломничества китайских буддистов к святилищу богини Гуаньинь). Также в Чжоушане имеются небольшие общины католиков, протестантов и мусульман.
Жители Чжоушаня говорят на локальном чжоушаньском диалекте, который близок к диалекту Нинбо языка у. Среди мигрантов распространён путунхуа. 
На отдалённых островах наблюдается отток населения из-за отсутствия школ и больниц, а также нерегулярного сообщения и высоких цен на продукты.

## Экономика

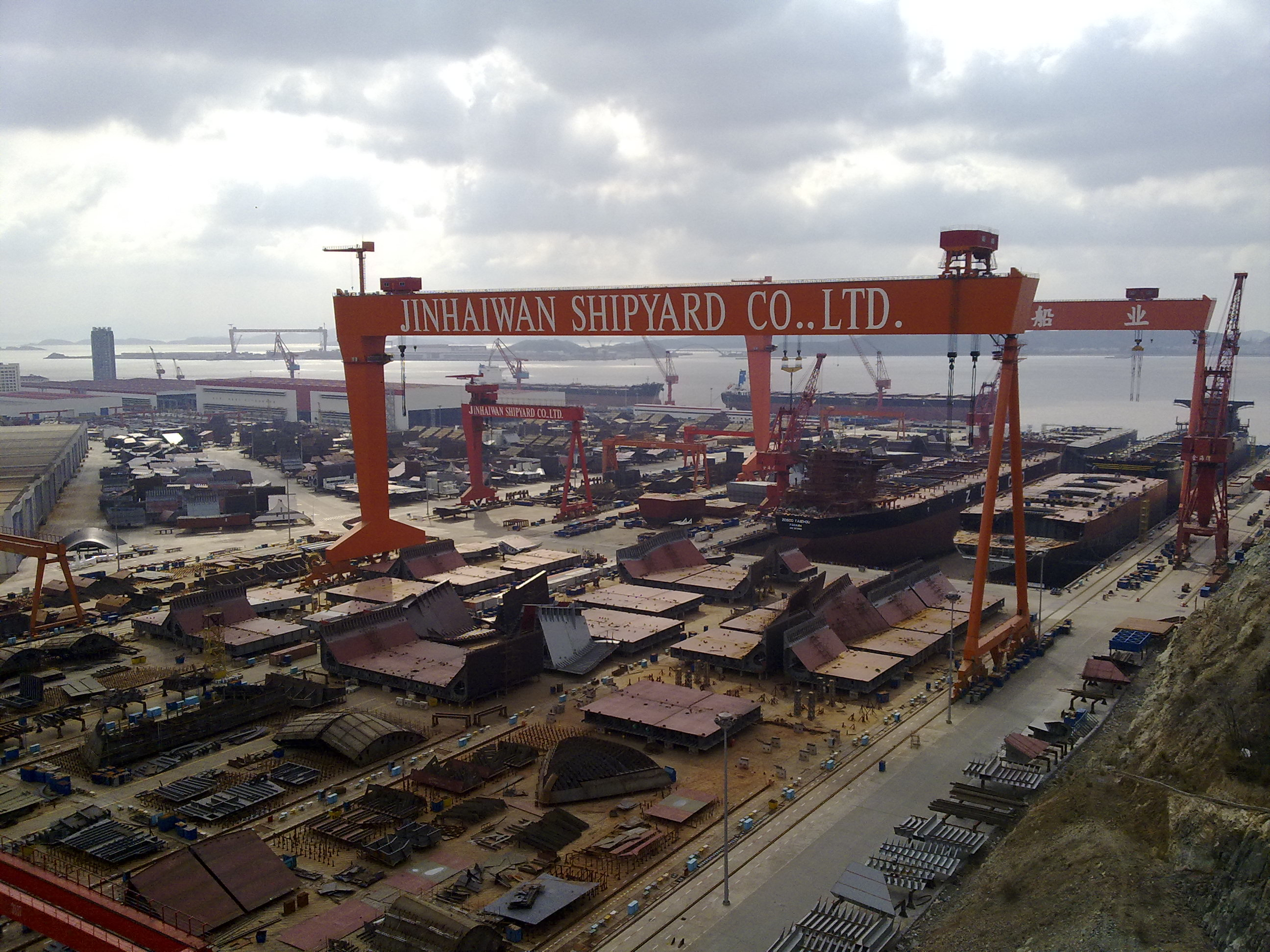
Судостроительная верфь в уезде Дайшань

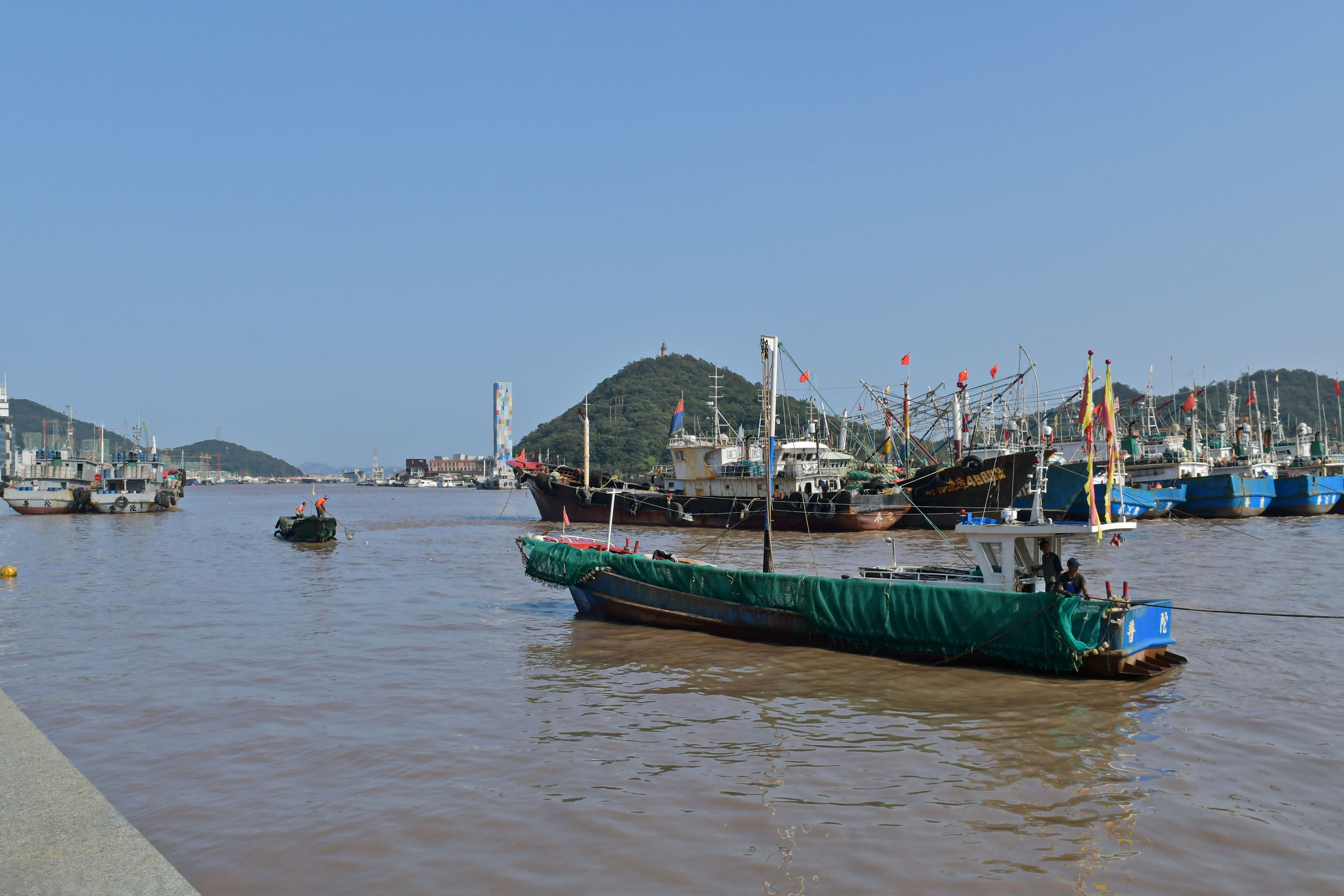
Рыболовный порт Шэньцзямэнь

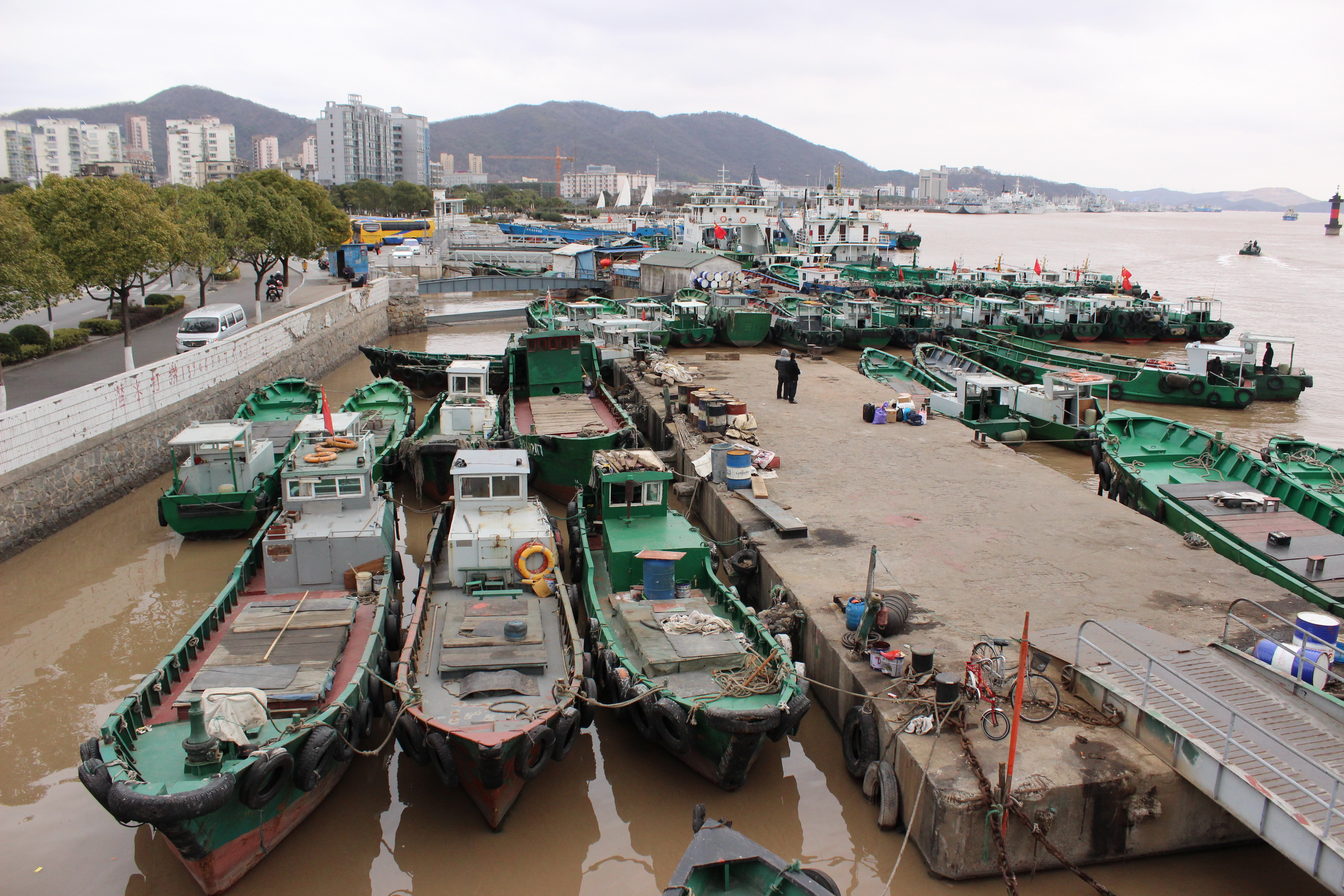
Рыболовный порт в заливе Динхай

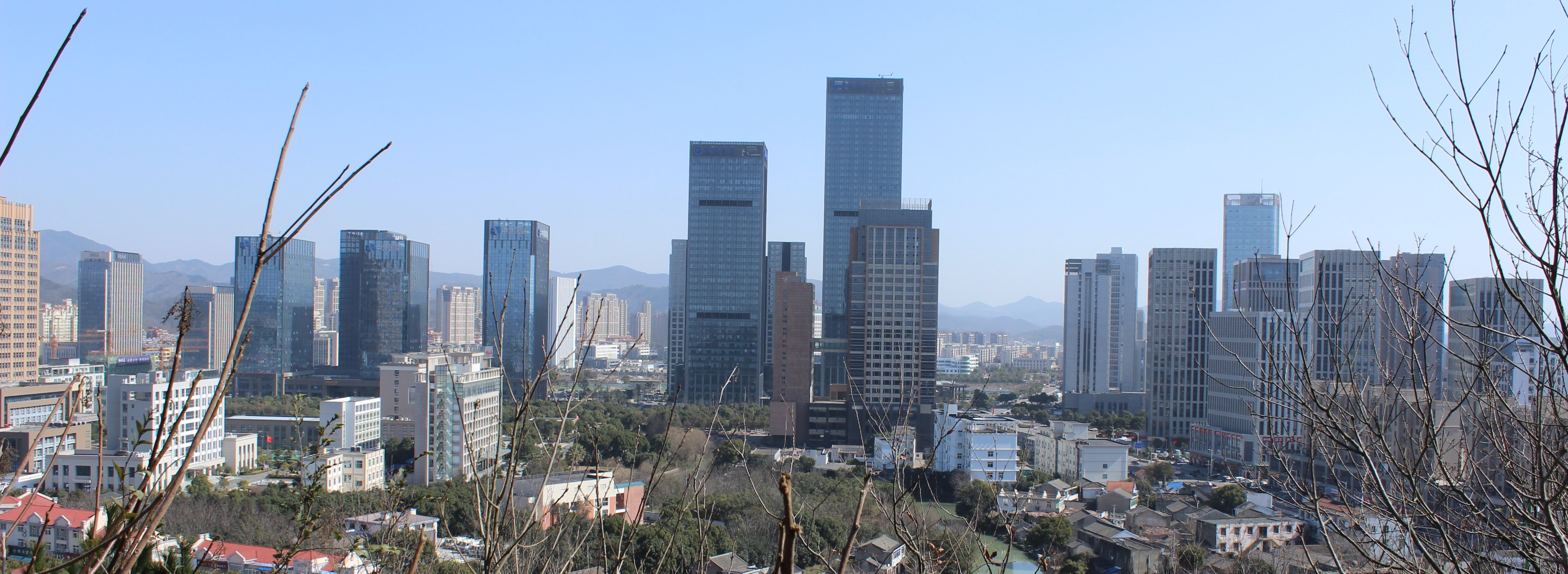
Новый деловой центр в районе Динхай

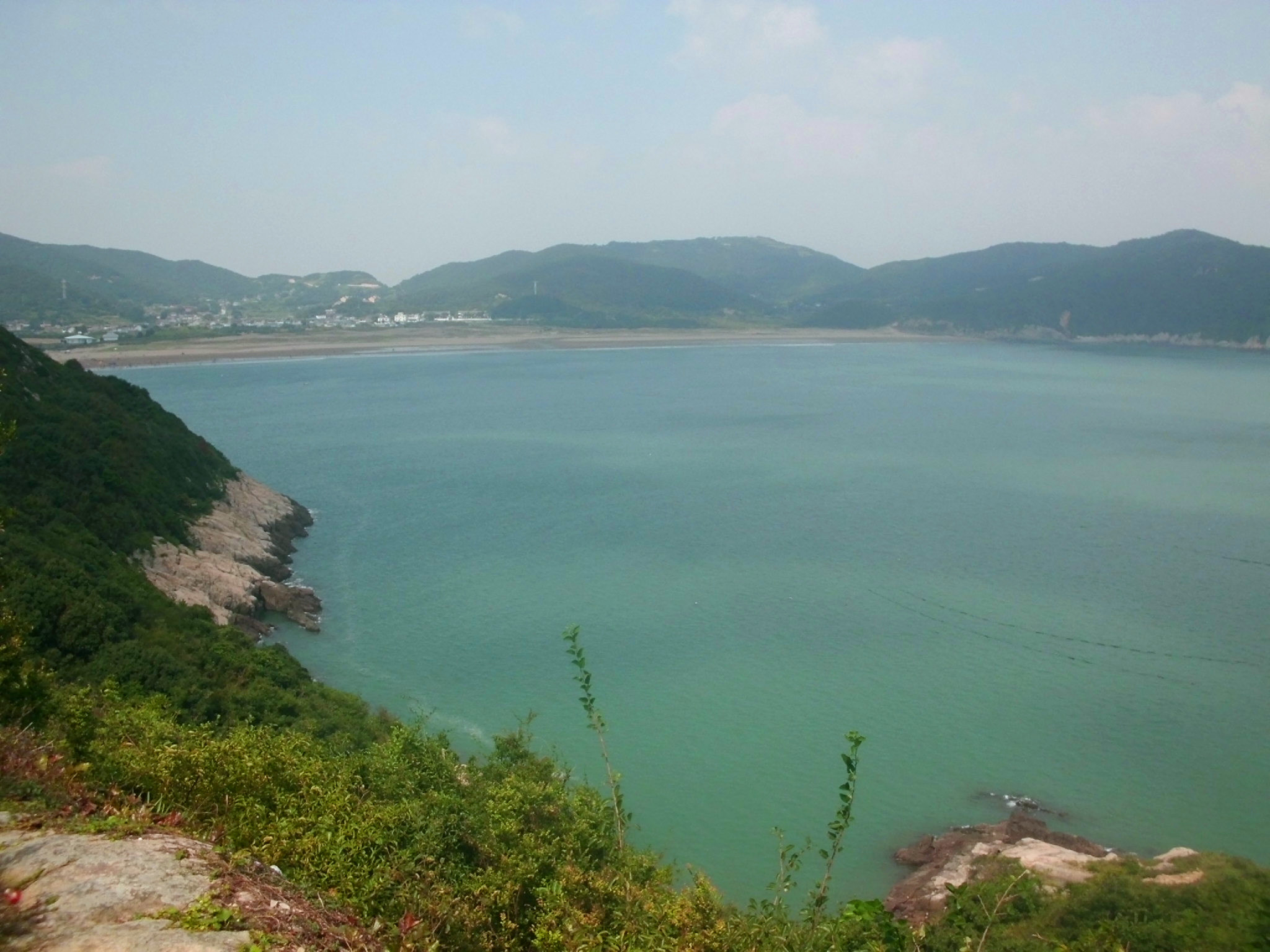
Остров Таохуа

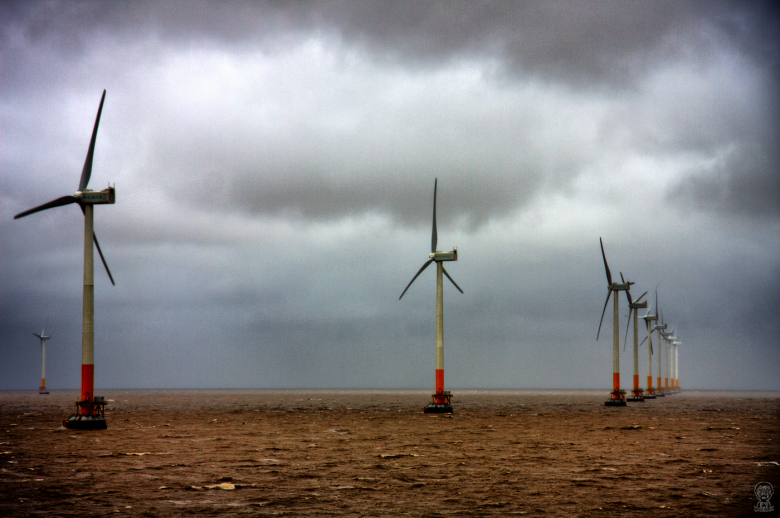
Шельфовая ВЭС

В апреле 1987 года порт Чжоушаня был открыт для иностранных судов. В апреле 1988 года Чжоушань получил статус свободной экономической зоны. 
На островах развиты нефтехимия, нефтепереработка, судостроение, судоремонт, утилизация кораблей, авиастроение, производство продуктов питания (в том числе рыбных консервов и маринованных водорослей), мебели и строительных материалов, сельское хозяйство, рыболовство, добыча соли, туризм, морские и автомобильные перевозки, логистика, розничная торговля, строительство (особенно жилых домов, мостов, тоннелей, дорог и причалов), финансовые услуги и здравоохранение.
В Чжоушане расположена созданная в 2017 году Чжэцзянская пилотная зона свободной торговли, которая является одним из крупнейших нефтегазовых кластеров Китая. В данной зоне базируются нефтехимический комплекс государственной компании Sinopec, нефтеперерабатывающий завод частной компании Zhejiang Petroleum and Chemical и терминал по приёму СПГ частной компании ENN Group. Через порт Чжоушаня производится перевалка сырой нефти, газа и готовых нефтепродуктов. 
На островах Чжоушань и Дайшань расположены судостроительные верфи компании Jinhai Heavy Industry (Jinhaiwan Shipyard), на которых строят контейнеровозы. Также на острове Чжоушань находятся судоверфи Yangfan Group и Changhong International Shipyard. На острове Люхэн (Путо) расположены судостроительные верфи компаний Longshan Shipyard и Zhoushan COSCO Shipyard. На острова Сюшань (Дайшань) расположен завод компании Wison Offshore & Marine, выпускающий модули для производства сжиженного природного газа.
На юго-восточной оконечности острова Чжоушань, а также на соседних островах Чжуцзяцзянь и Люцзяши расположен порт Шэньцзямэнь — один из трёх крупнейших в мире рыболовецких портов. Другие значительные рыболовецкие порты расположены на островах Дайшань, Сицзяо и Шэншань. Округ Чжоушань является крупнейшим в Китае центром по производству и переработке морепродуктов.
В Чжоушане работает завод по сборке самолётов Boeing 737 (совместное предприятие компаний Boeing и Comac).  

### Туризм
На островах Чжуцзяцзянь, Путошань, Сицзяо, Дайшань имеются прекрасные песчаные пляжи, отели, гостевые дома и ориентированные на туристов рынки морепродуктов. На пляжах можно взять напрокат гидроциклы и снаряжение для дайвинга.
В Чжоушане работают отели международных сетей, в том числе Hilton, Pullman и The Westin (Путо), Sheraton и Holiday Inn (Динхай).
В 2012 году Чжоушань посетило свыше 27,7 млн туристов, в том числе более 310 тыс. иностранных туристов; туризм принёс округу 26,7 млрд юаней. 
В Чжоушане имеется четыре основных туристических кластера:
- Живописная область национального уровня Путошань (буддийские храмы и монастыри, а также пагоды, стелы, священные скалы и пещеры).
- Живописная область национального уровня Шэнсы (живописные пляжи и скалы, колоритные рыбацкие деревни и старинные маяки).
- Живописная область провинциального уровня Таохуа (сады и леса, а также скалы, пляжи, буддийские храмы и места съёмок популярных сериалов).
- Живописная область провинциального уровня Дайшань (пляжи, скалы, храмы, разнообразные музеи, старинные городки и рыбацкие посёлки).

### Энергетика
Значительная часть электроэнергии поступает по двум воздушным линиям сверхвысокого напряжения Нинбо — Чжоушань (одна через остров Цзиньтан, другая — через остров Дамао). Также между Нинбо и островами имеется сеть высоковольтных подводных кабелей. Вдоль побережья островов и на морском шельфе установлены многочисленные ветряные электростанции.

### Строительство и недвижимость
В Чжоушане возводится много гостиничной, офисной, торговой и жилой недвижимости. Самыми высокими зданиями округа являются две офисные башни Zhoushan Port International Building (198 м и 142 м), а также три жилые башни комплекса Lily Apartments (119 м).

### Сельское хозяйство
Климат архипелага крайне благоприятный для земледелия и садоводства. На островах выращивают рис, овощи, сливы, апельсины, персики, цветы (в том числе орхидеи и нарциссы), домашнюю птицу. В прибрежных водах Чжоушаня рыбацкие флотилии добывают рыбу, кальмаров, каракатицы, креветки и морские водоросли.

## Транспорт

### Морской транспорт

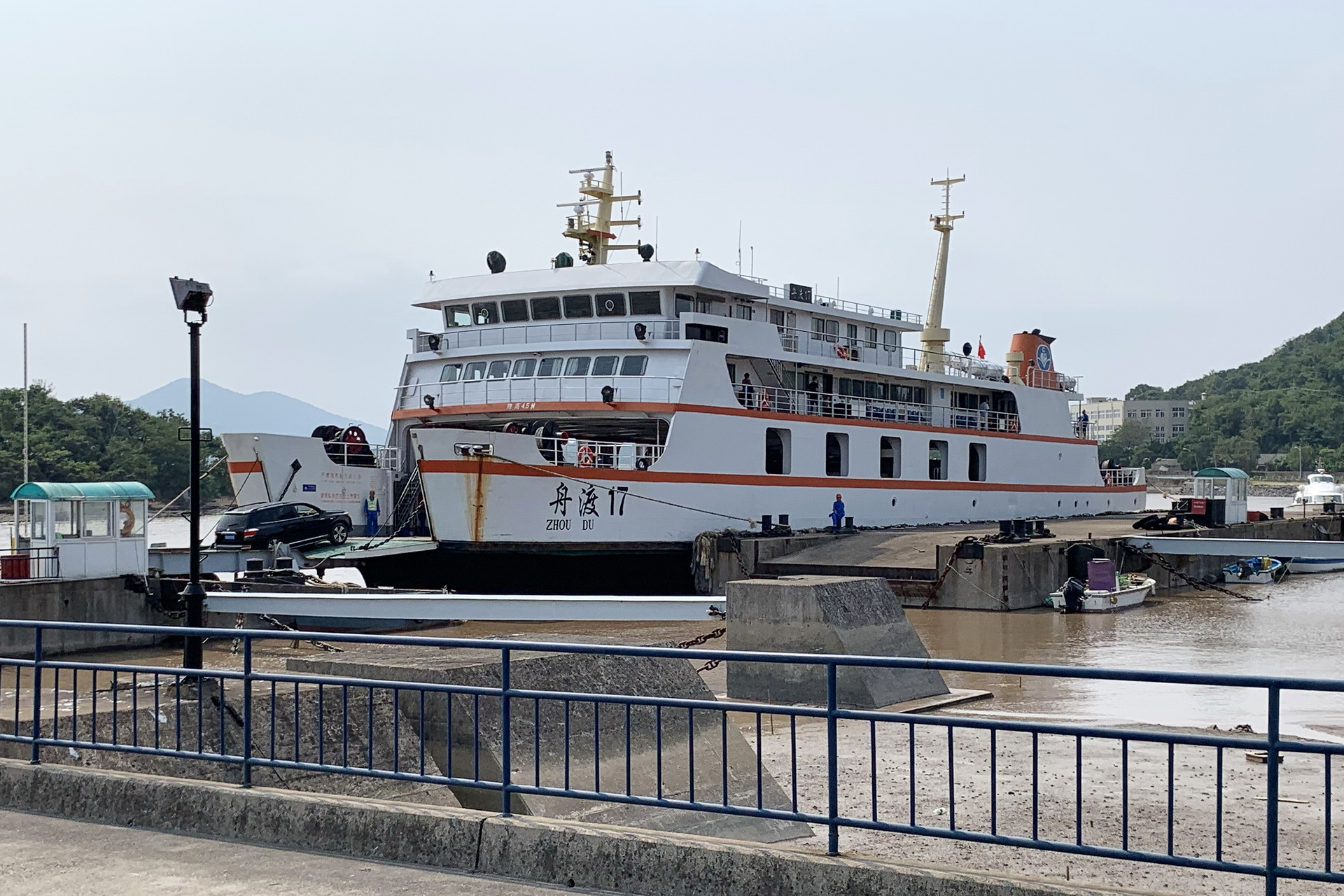
Паром, курсирующий между островами

С 2006 года морской порт Чжоушаня был интегрирован в портовый комплекс соседнего города Нинбо. Порт Нинбо—Чжоушань входит в пятёрку крупнейших контейнерных портов мира. Основные причалы для контейнеровозов и танкеров расположены на острове Чжоушань (портовая зона Динхай в одноимённом заливе на южном побережье острова, портовая зона Шэньцзямэнь на юго-восточном побережье острова и портовая зона Лаотаншань на западном побережье острова). Также имеется контейнерный терминал на острове Цзиньтан. Порт Чжоушаня специализируется на перевалке сырой нефти, газа, нефтепродуктов и контейнеров.  
В уезде Шэнсы на архипелаге Яншань расположен глубоководный порт Яншань, построенный между 2002 и 2020 годами как подразделение Шанхайского порта. Порт включает в себя несколько контейнерных терминалов и терминал сжиженного природного газа. С районом Пудун порт связан 32-километровым мостом Дунхай. 1-я фаза была закончена в 2005 году, 2-я фаза — в 2006 году, 3-я фаза — в 2008 году. 
Кроме того, существует регулярное паромное сообщение между островами Чжоушань, Путошань, Дайшань, Сицзяо с одной стороны и городами Нинбо и Шанхай с другой стороны, а также между Чжоушанем и Путошанем (паром перевозит только автобусы, автомобили запрещены). Также регулярно, но с большим интервалом, ходят суда между Чжоушанем и такими портами, как Вэньчжоу, Фучжоу и Сямынь. Сохраняют своё значение многочисленные лодки и катера, перевозящие грузы и людей между маленькими островами.
Важное значение имеет морское сообщение между портом Нинбо—Чжоушань и пакистанским портом Гвадар. По итогам 2022 года порт Чжоушань занял четвертое место в глобальном рейтинге бункерных портов мира (суда, заходившие в порт, заправились топливом на 6,02 млн тонн).

### Авиационный транспорт
На острове Чжуцзяцзянь находится аэропорт Чжоушань-Путошань, связывающий архипелаг с основными городами Китая. В 2018 году аэропорт обслужил 1,21 млн пассажиров (в 2015 году — 645 тыс., в 2016 году — 800 тыс.).

### Автомобильный транспорт
Через систему вантовых и висячих мостов, известную как «Чжоушаньские трансокеанские мосты» (舟山跨海大桥), включая мост Цзиньтан (26 км), мост Сихоумэнь (2,7 км), мост Таояомынь (890 м) и мост Чжоушань — Дайшань (87 км), проложена скоростная автомагистраль Yongzhou Expressway / G9211 (Нинбо — Чжоушань — Дайшань). 
Также соединены мостами острова Чжоушань и Чжуцзяцзянь (мост через пролив Чжуцзяцзянь), Чжоушань и Сяоцянь (мост Пуси), Чжоушань и Люцзяши (мост Люцзяши), Чжоушань и Чанши (мост Синьчэн), Чанши и Аошань (мост Чанши — Аошань), Дайшань и Даюшань (мост Юшань), Гоуци и Шэншань (мост Саньцзяоцзян). Имеются регулярные автобусные маршруты, соединяющие Чжоушань с Нинбо и Шанхаем (в том числе с аэропортом Хунцяо), а также широкая сеть выделенных полос для скоростных городских автобусов (Zhoushan Bus Rapid Transit или BRT). Главным автобусным вокзалом является терминал в районе Шэньцзямэнь (Путо).

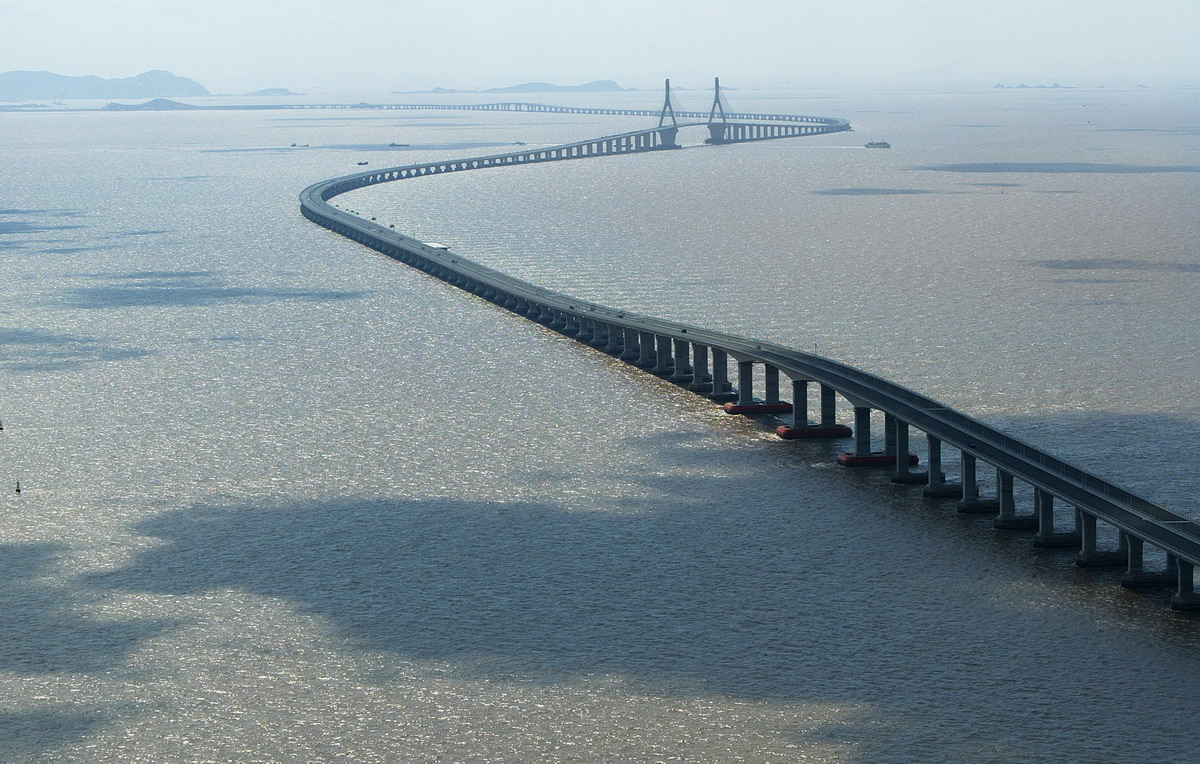
Мост Дунхай
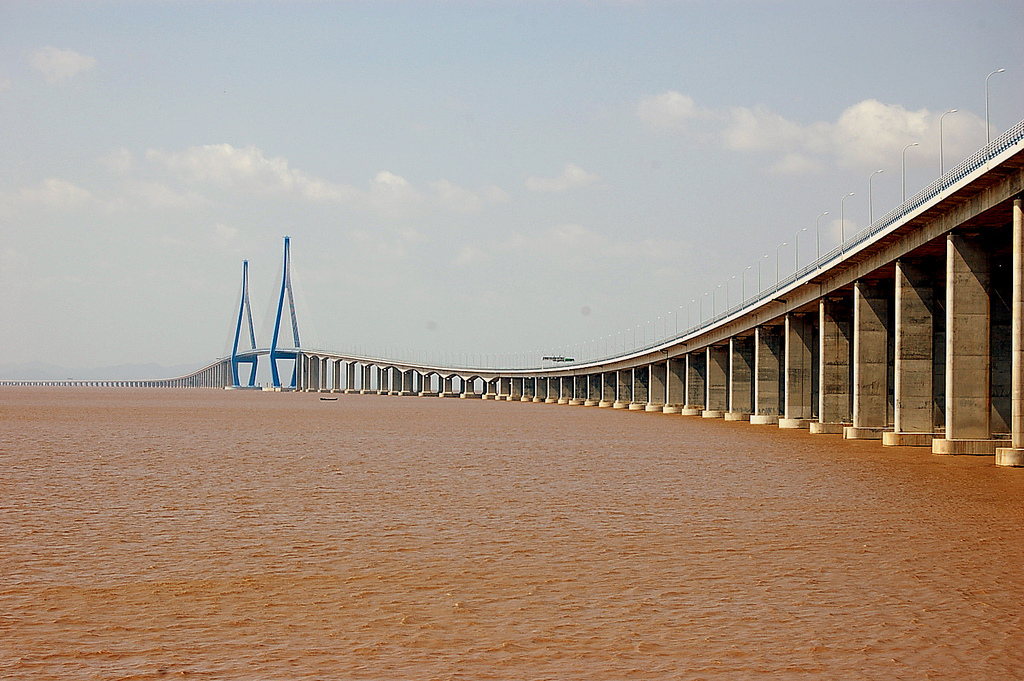
Мост Цзиньтан
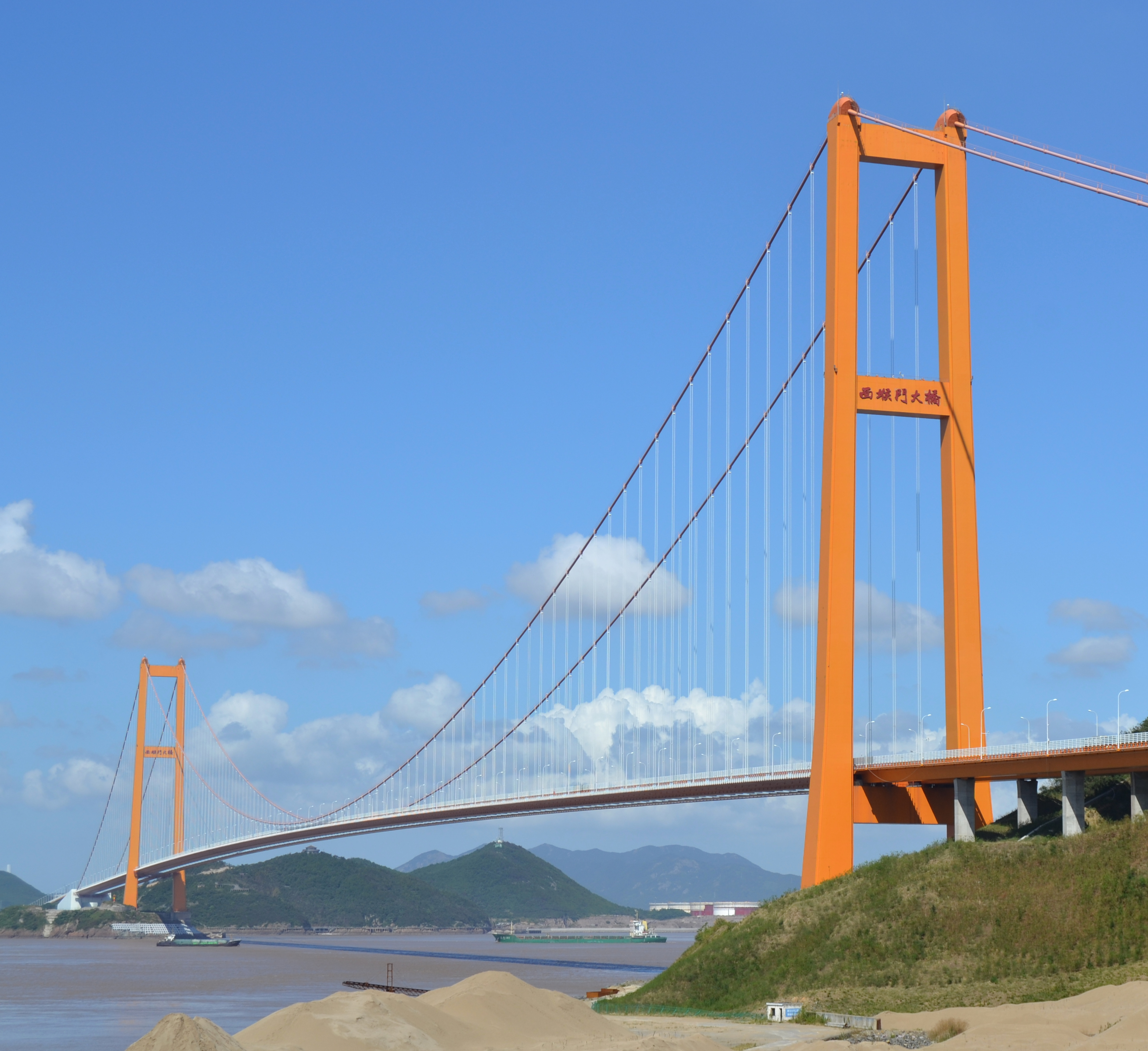
Мост Сихоумэнь
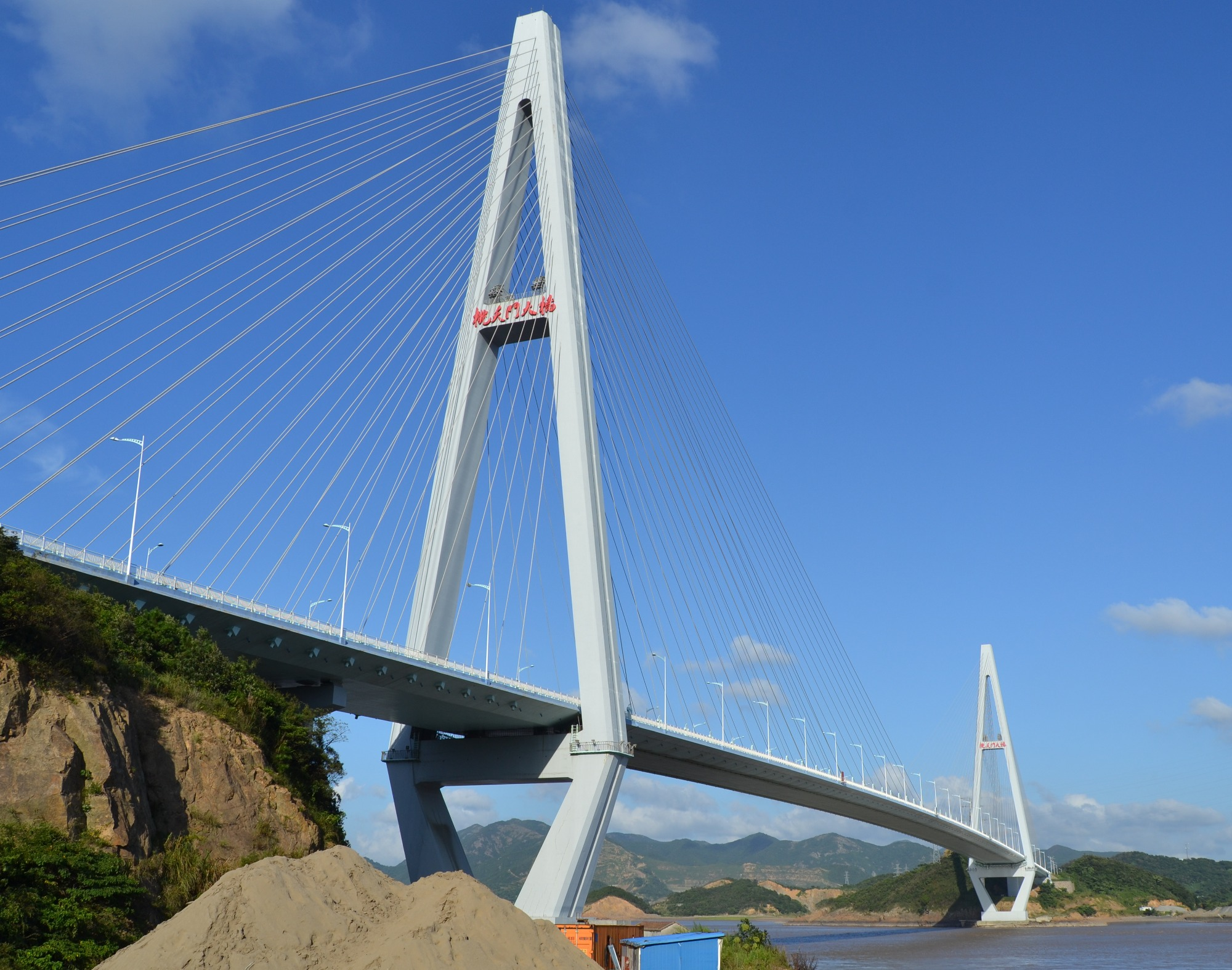
Мост Таояомынь
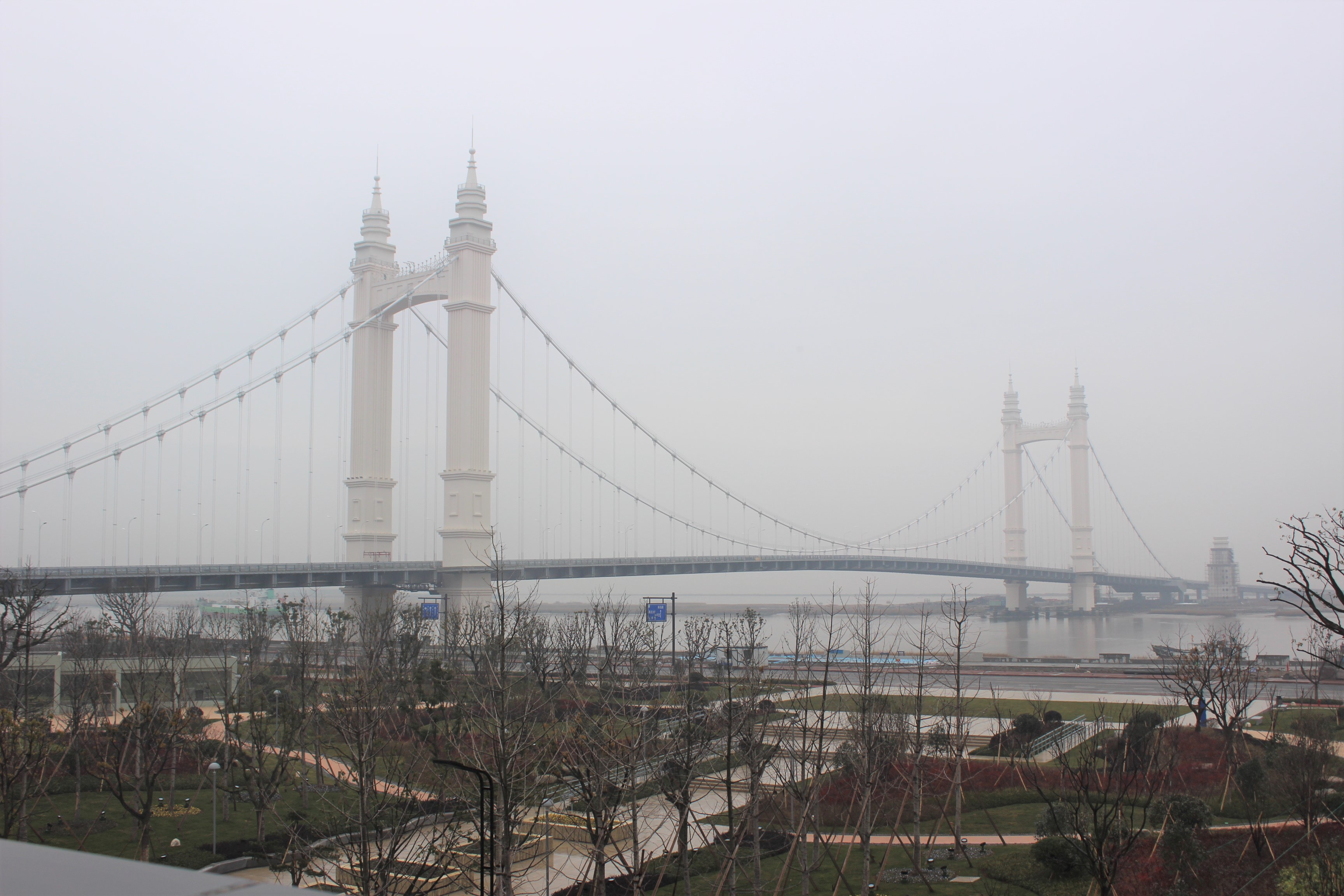
Мост Сяогань

292-километровое национальное шоссе G329 начинается в Ханчжоу, проходит через Шаосин и Нинбо, заканчиваясь на острове Чжуцзяцзянь (Путо). Между районом Бэйлунь и Чжоушанем автомобили следуют на пароме, через центральные горные районы острова Чжоушань проложено семь тоннелей общей протяжённостью свыше 11 км.

### Железнодорожный транспорт
77-километровая скоростная железнодорожная линия Нинбо — Чжоушань проходит через 16-километровый подводный туннель, который соединяет район Бэйлунь и остров Цзиньтан. Конечными станциями железнодорожной линии являются Восточный вокзал в районе Иньчжоу на юго-западе и вокзал Байцюань на острове Чжоушань на северо-востоке.

### Канатный транспорт
На острове Путошань имеется канатная дорога, ведущая на вершину горы.

## Культура
В Чжоушане имеются оперный театр, несколько региональных и университетских библиотек, несколько многозальных кинотеатров в торговых центрах, а также мемориальный музей писательницы Сань Мао.
На пляже острова Чжуцзяцзянь регулярно проходят Международные фестивали песчаных скульптур. В ландшафтном парке Луланьцинша проводятся фестивали воздушных змеев. На острове Таохуа регулярно проходят фестивали боевых искусств в стиле уся для поклонников творчества писателя Цзинь Юна.   

### Кухня
Чжоушань славится блюдами местной кухни — супом из восковой тыквы с сушёными анчоусами, креветками с грибами, рисом и имбирём, тушёнными водорослями со свининой в соевом соусе, моллюсками в масле с зелёным луком, соусом из морских улиток Шэнсы, жареной рыбой-саблей и жареными раками-богомолами.

## Наука и образование

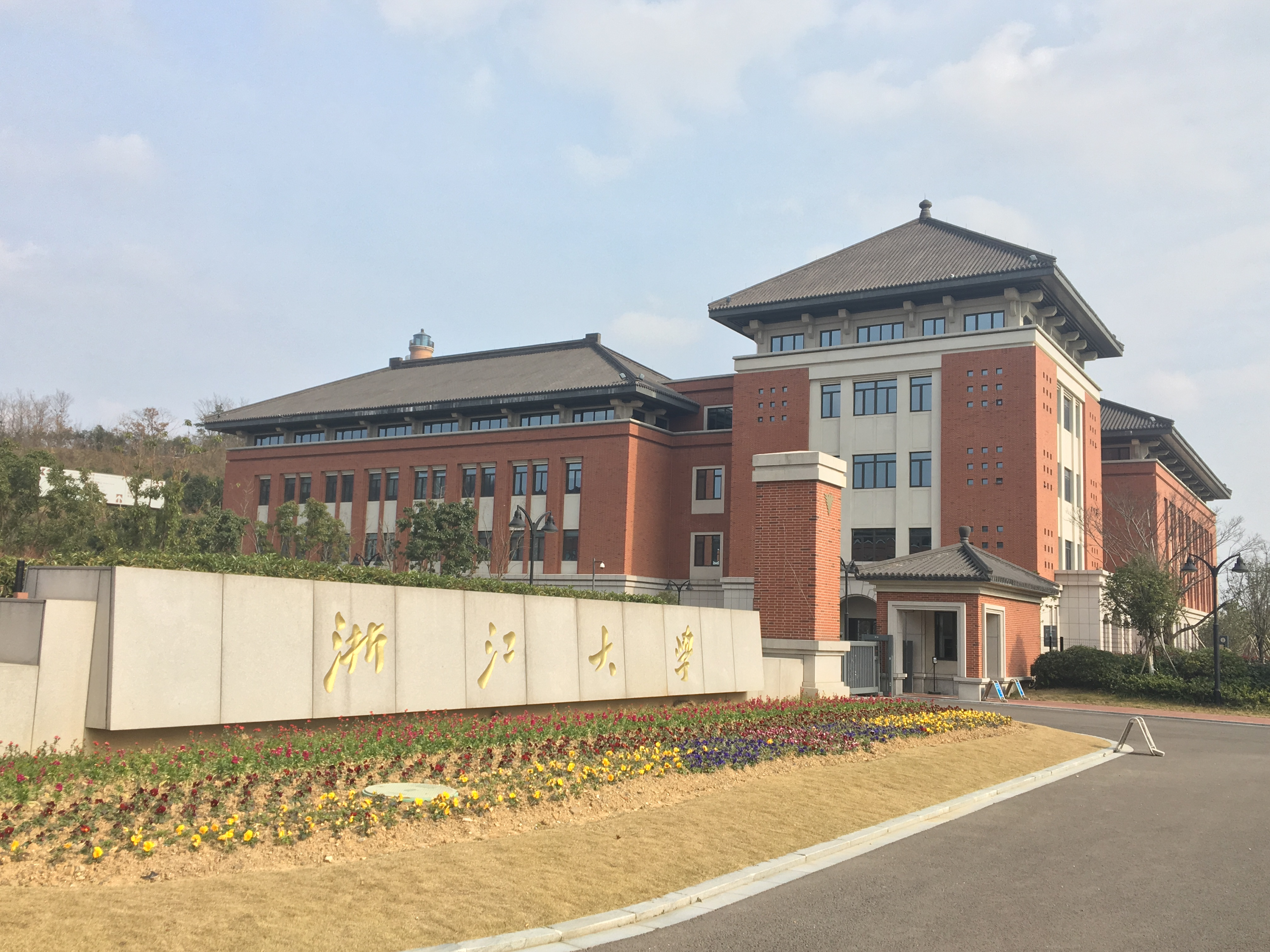
Кампус Чжэцзянского университета

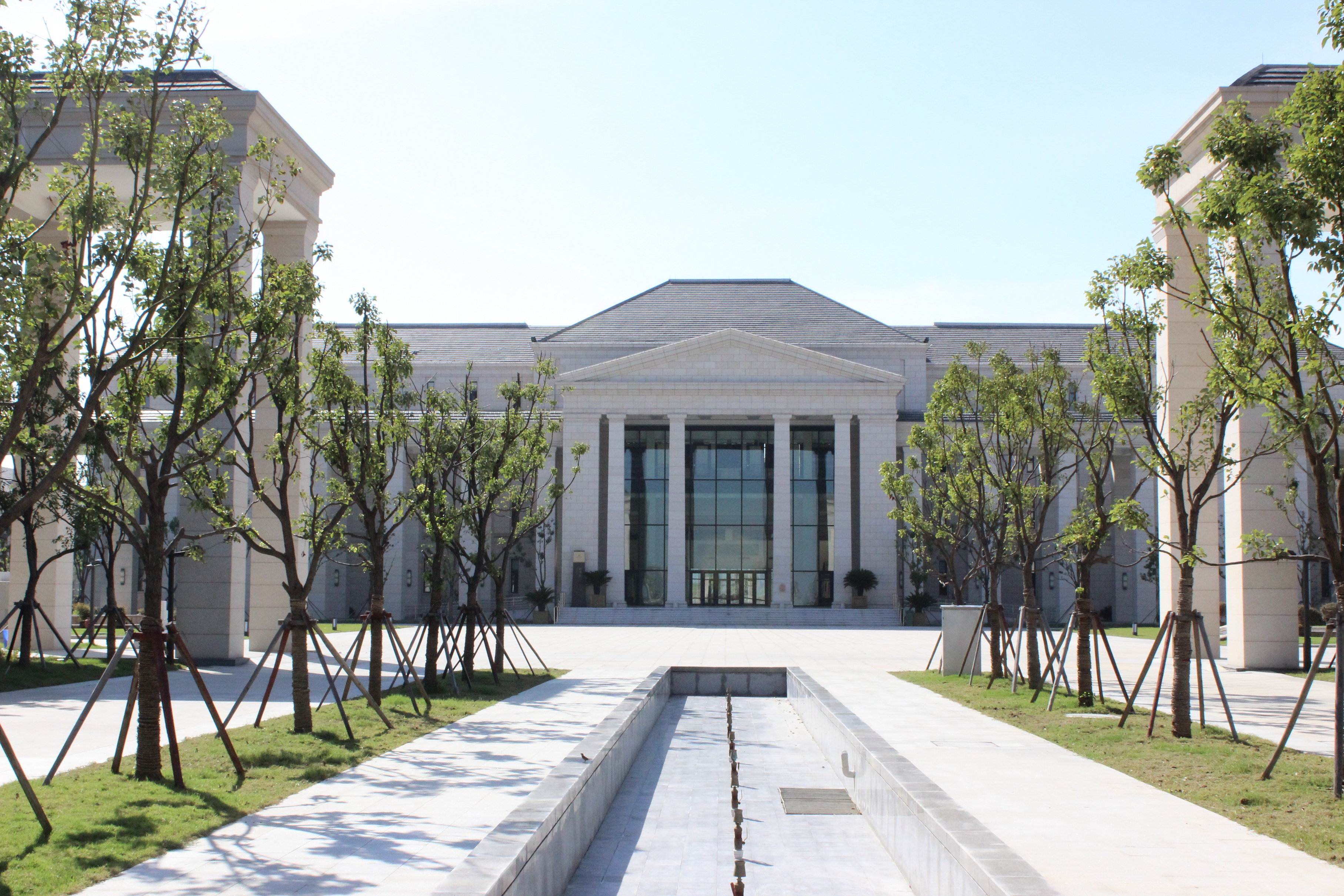
Библиотека Чжэцзянского океанского университета

По состоянию на 2010 год около 115,3 тыс. жителей Чжоушаня имели высшее образование, а 77,6 тыс. человек были неграмотными или частично грамотными. По состоянию на 2015 год в Чжоушане было 111 детских садов, 62 начальные школы, 34 средние школы, 16 старших школ, 7 профессионально-технических школ и училищ, а также 3 высших учебных заведения.   
- Чжэцзянский океанский университет основан в 1988 году путём слияния рыболовецкого университета и педагогического колледжа, в нём обучается около 15 тыс. студентов. Университет имеет три основных кампуса: главный кампус расположен на острове Чанши, два других — на острове Чжоушань. В состав университета входят школа морских наук, школа морского рыболовства, школа военно-морской архитектуры и гражданского строительства, три научно-технологические школы (Сяошань, Путо и Дунхай), школа электромеханики, школа математики, физики и информационных наук, нефтехимическая школа, медицинская школа, школа бизнес-администрирования, школа государственного управления, гуманитарная школа, школа иностранных языков и школа последипломного образования[49].
- Чжоушаньский кампус Чжэцзянского университета открылся в районе Динхай в 2015 году.
- Буддийская академия Путошаня (Чжуцзяцзянь)
- Ключевыми государственными школами являются Старшая школа Чжоушаня, Первая старшая школа Динхая, Старшая школа Путо, Старшая школа Дайшаня и Старшая школа Шэнсы.
- Лучшей частной школой является Экспериментальная школа Наньхай (Линьчэн).

В районе Динхай расположен технологический центр судостроения. Чжоушань служит базой научно-исследовательских кораблей, которые проводят в Тихом океане океанологические экспедиции.

## Достопримечательности

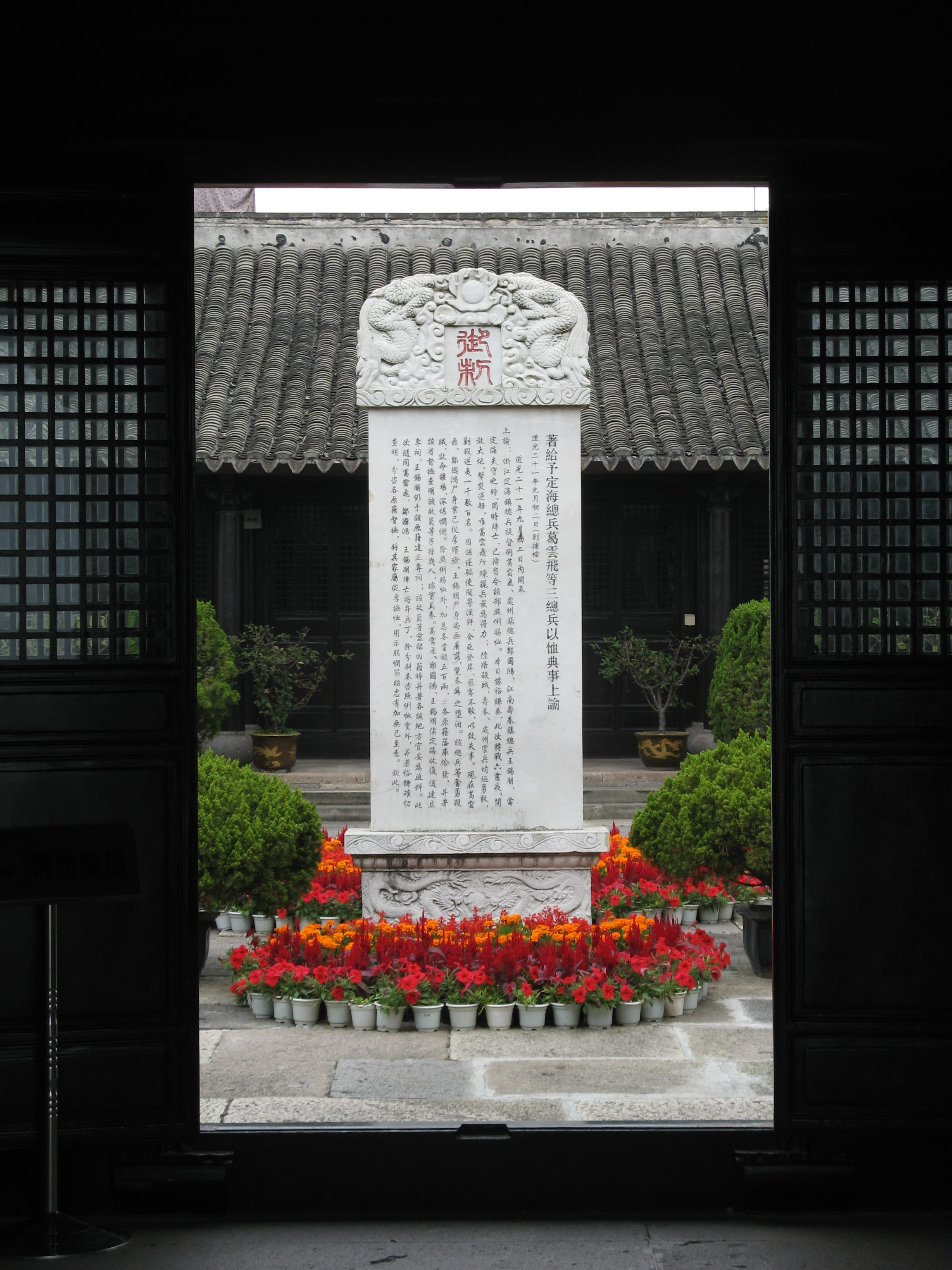
Стела в Мемориальном парке Опиумной войны

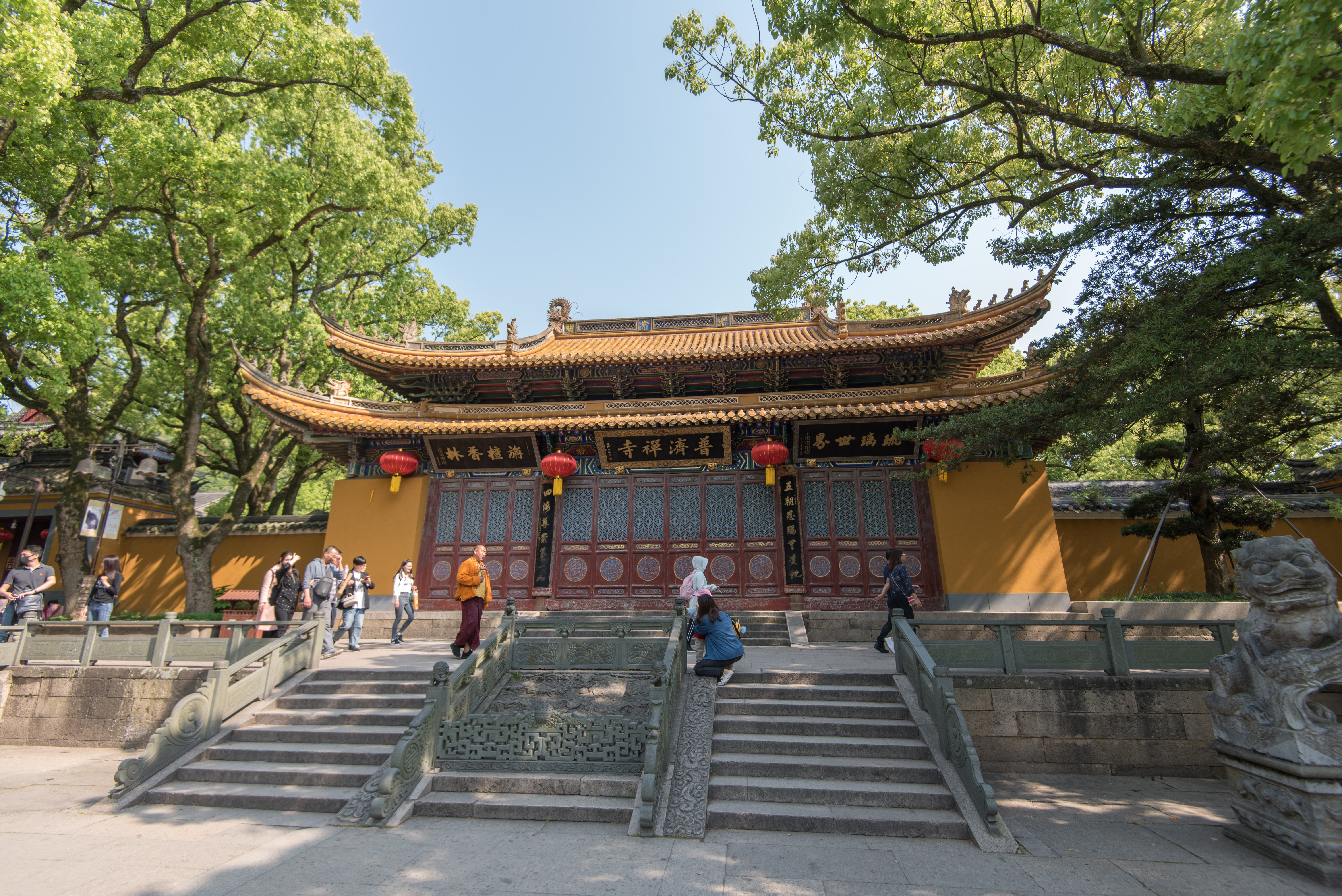
Храм Пуцзи

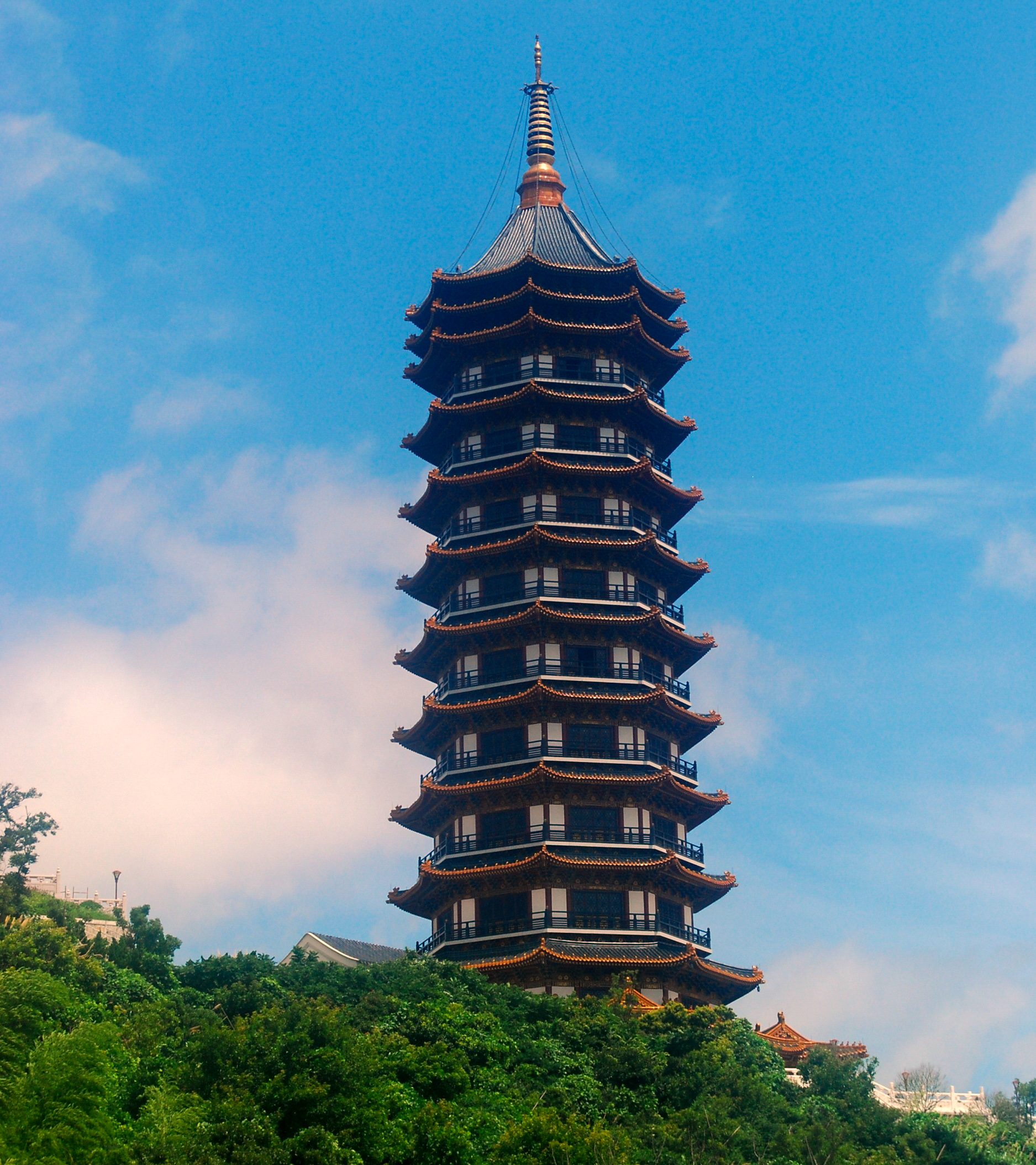
Пагода храма Хойцзи

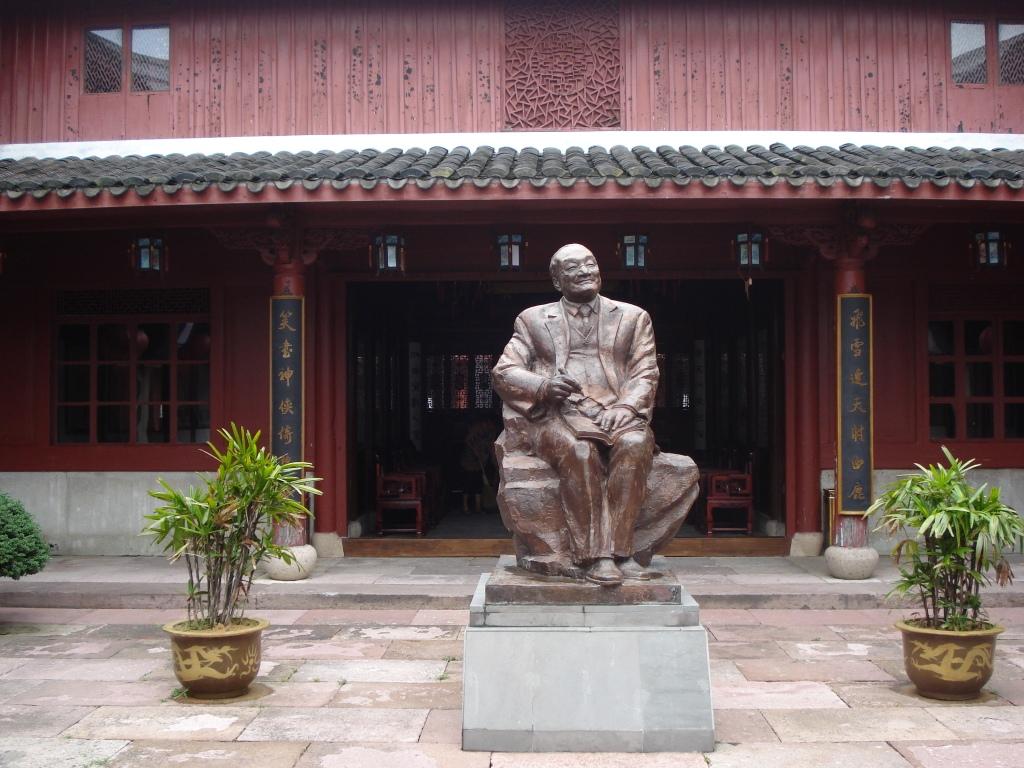
Скульптура Луиса Ча на острове Таохуа

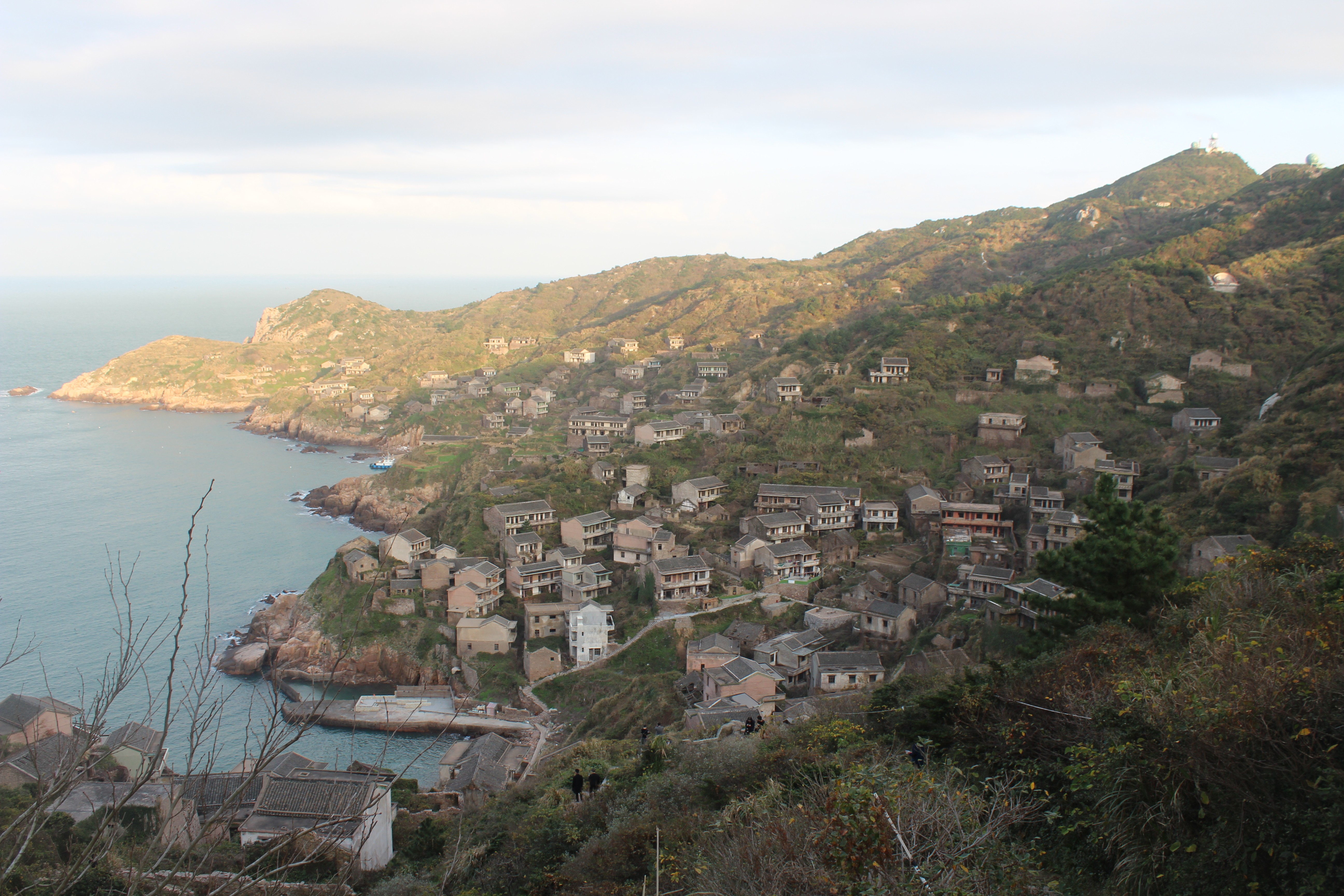
Хоутоувань

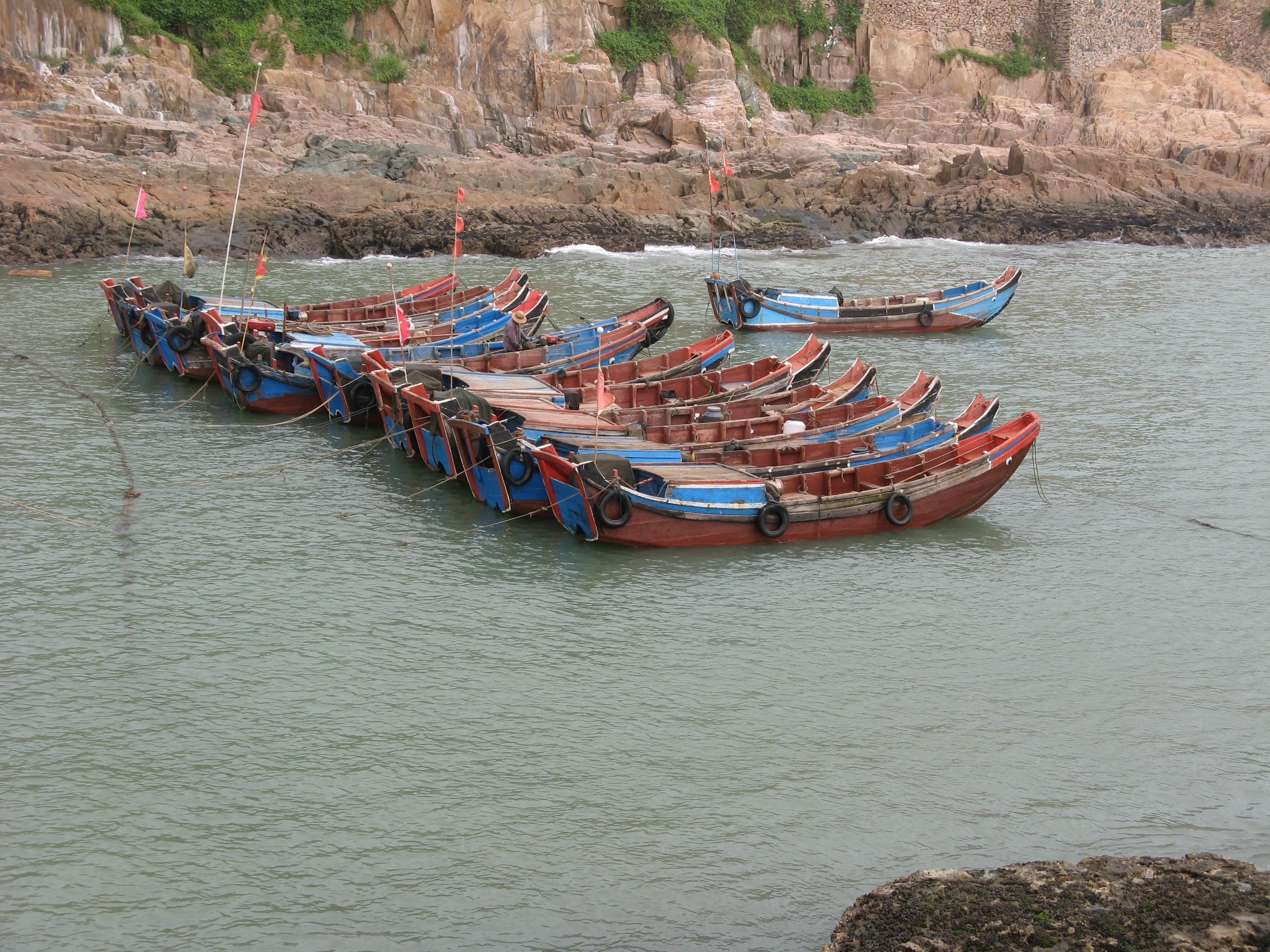
Рыбацкие лодки на островах Дунцзи

На острове Чжоушань расположены чань-буддийский храм Цзуйинь, основанный в XIII веке; колодец князя Лу, у которого покончила с жизнью императрица из династии Южная Мин, и гробница, построенная в 1651 году для захоронения неопознанных останков антицинских борцов и гражданских лиц, погибших во время маньчжурского завоевания Китая. Многие достопримечательности острова Чжоушань посвящены событиям Первой опиумной войны, когда англичане дважды захватывали остров: 
- На вершине горы Цинлун находится мемориальная табличка, посвящённая погибшим во время войн.
- Мемориальный парк Опиумной войны со стелой (копия стелы с похвалой Даогуана трём генералам, выступившим против англичан в битве за Чжоушань)
- Святилище трёх цинских генералов, погибших при захвате Чжоушаня
- Пушечная платформа из крепости Чжэнъюань
- Руины города Даоту
- Набережная рыболовецкого порта Шэньцзямэнь славится своими ресторанами морепродуктов, уличными музыкантами и красивыми видами на сотни шхун.

На острове Путошань расположено более 30 крупных храмов и монастырей, в том числе главные буддийские святыни Чжоушаня:
- Храм Пуцзи был основан в период правления династии Поздняя Лян. Сунские императоры Шэнь-цзун и Нин-цзун существенно расширили комплекс, при юаньском императоре Чэнцзуне храм был отремонтирован, а его настоятель Ишань Инин ездил в Японию в качестве императорского посланника. Императоры Жэнь-цзун и Тайдинди одаривали храм богатыми подношениями. В 1386 и 1553 годах храм был сожжён, а монахи переселены на материк. Лишь при императорах Ваньли и Канси храм был полноценно восстановлен. Сегодня Пуцзи — крупнейший храм Путошаня и главный храм культа Гуаньинь, в его состав входят пагода XIV века, несколько павильонов, сотни залов, библиотека, пруд с каменным мостом XVII века.
- Храм Фаю был основан в конце XVI века, в 1598 году он был уничтожен пожаром, а в 1605 году отстроен и расширен. Храм вновь был расширен в 1687 году, а в 1731 году по приказу императора Юнчжэна полностью реконструирован. Многие строения пострадали во время Культурной революции. Сегодня храм Фаю является вторым по величине храмовым комплексом Путошаня, в его состав входят несколько павильонов и залов, колокольня, библиотека и Стена девяти драконов.
- Храм Хойцзи был основан монахом в виде небольшой пагоды на вершине высочайшего холма острова (291 м) в период династии Мин. В 1793 году были построены основные залы комплекса. 3 мая 1949 года храм посетил Чан Кайши, во время Культурной революции убранство храма было разграблено, а в помещениях размещались армейские казармы. В 1988 году был построен зал Гуаньинь, а в 1992 году был создан большой пруд. Сегодня храм Хойцзи является третьим по величине храмовым комплексом Путошаня, в его состав входят десятки павильонов и залов, а также многоярусная пагода на вершине холма.
- 33-метровая медная скульптура богини Гуаньинь
- Пагода Дуобао

На остров Чжуцзяцзянь туристов привлекают песчаные пляжи, отвесные скалы, тропические леса, маршруты для пеших прогулок, экстремальные виды спорта (автогонки, горный велоспорт, скалолазание, банджи-джампинг, планеризм), экоотели и обилие недорогих морепродуктов. С горы Дацин открывается один из лучших видов на острова. На горе Байшань находится резное изображение Гуаньинь. Галечный пляж Ушитан славится тёмными и цветными камушками, а также колоритной рыбацкой деревней.    
На острове Таохуа (район Путо) расположены живописные скалы, водопады и пляжи с оборудованными пешеходными маршрутами и смотровыми площадками; буддийский монастырь Шэнъянь на горе Аньци; семиярусная пагода Цзилинь высотой 38 метров; буддийский храм Байцюэ; скульптура писателя Луиса Ча, который часто упоминал остров в своих произведениях. 
В уезде Шэнсы, на северном побережье острова Шэншань расположена покинутая рыбацкая деревня Хоутоувань. С годами зелень покрыла заброшенные деревенские дома, которые террасами спускаются к морю, что сделало это место популярной туристической достопримечательностью. Туристов, желающих сделать фото, в деревню доставляют на скоростных катерах из Чжоушаня и Шанхая.
На острове Гоуци находятся рыбацкие деревни со своим уникальным укладом, большие фермы по выращиванию морепродуктов и легендарная скала, с которой минский генерал Хоу Цзигао наблюдал за приближающимися вокоу. На острове Хуаняо расположен исторический маяк, построенный в 1870 году (он указывал путь кораблям, которые следовали в Шанхай и порты на реке Янцзы).  
На острове Сицзяо (Шэнсы) расположены популярные пляжи, куда на выходных любят приезжать жители Шанхая, а также отели, развлекательные центры, рыбные рынки и старинные храмы (включая большой храмовый комплекс Линъинь на вершине холма).
На острове Дайшань с самой высокой горы Мосинь, на которой расположен храм Циюнь, открываются красивые виды на городок Гаотин, окрестные острова и проливы. Пляж Луланьцинша является одним из самых длинных в Восточном Китае (3,6 км). Здесь регулярно запускают воздушных змеев и проводят религиозные ритуалы, призванные обеспечить богатый улов. Старинный городок Дунша раньше был значительным центром торговли и рыболовства. Гранитные скалы Шуанхэ знамениты своей художественной резьбой. На острове имеется несколько музеев, в том числе рыболовной культуры, чжоушаньского диалекта, тайфунов, маяков и соляных промыслов.
На острове Сюшань расположен уникальный приливной парк; на острове Дачанту находятся живописные горы и рыбацкие селения; на острове Цюшань — гора Гуаньинь с храмовым комплексом, посвящённым богине. Цепочка островов Дунцзи является самой восточной точкой архипелага; здесь сохранилась нетронутая цивилизацией атмосфера старых рыбацких деревень со своим уникальным укладом.     

### Парки
Остров Чжоушань
- Парк Динхай
- Прибрежный парк
- Парк Вэнпу
- Парк Цинлуншань

Остров Чжуцзяцзянь
- Экологический парк Дациншань
- Экологический парк Лиша

Остров Дайшань
- Парк Пэнлай

Остров Цюшань
- Парк Хайфэн

## Спорт

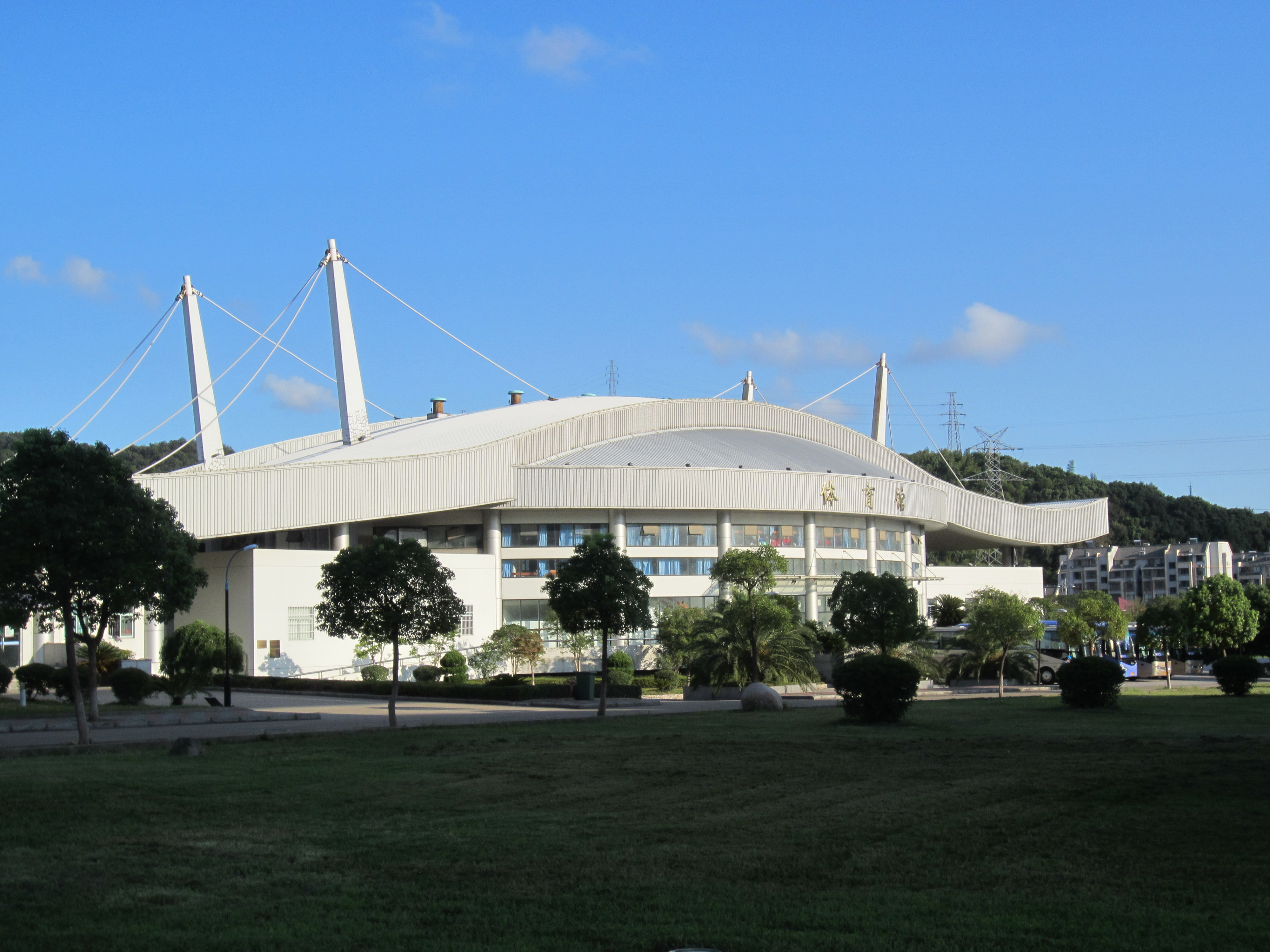
Спорткомплекс Чжэцзянского океанского университета

Крупнейшим спортивным сооружением округа является спортивный комплекс Чжэцзянского океанского университета в районе Динхай. В его состав входят крытая легкоатлетическая арена, плавательный бассейн и стадион. Крупные гольф-клубы расположены на островах Чанши и Чжоушань.
С 2012 года на островах Чжоушань, Чжуцзяцзянь, Шэнсы и Дайшань регулярно проводится престижная женская велогонка Tour of Zhoushan Island.

## Известные уроженцы
На территории современного Чжоушаня родились гонконгский судоходный магнат Тун Чаоюн (1912), переводчик Ван Ённянь (1927), гонконгский актёр Майкл Миу (1958), актриса и певица Хэ Сайфэй (1963), математик Сунь Биньён (1976).

## Города-побратимы

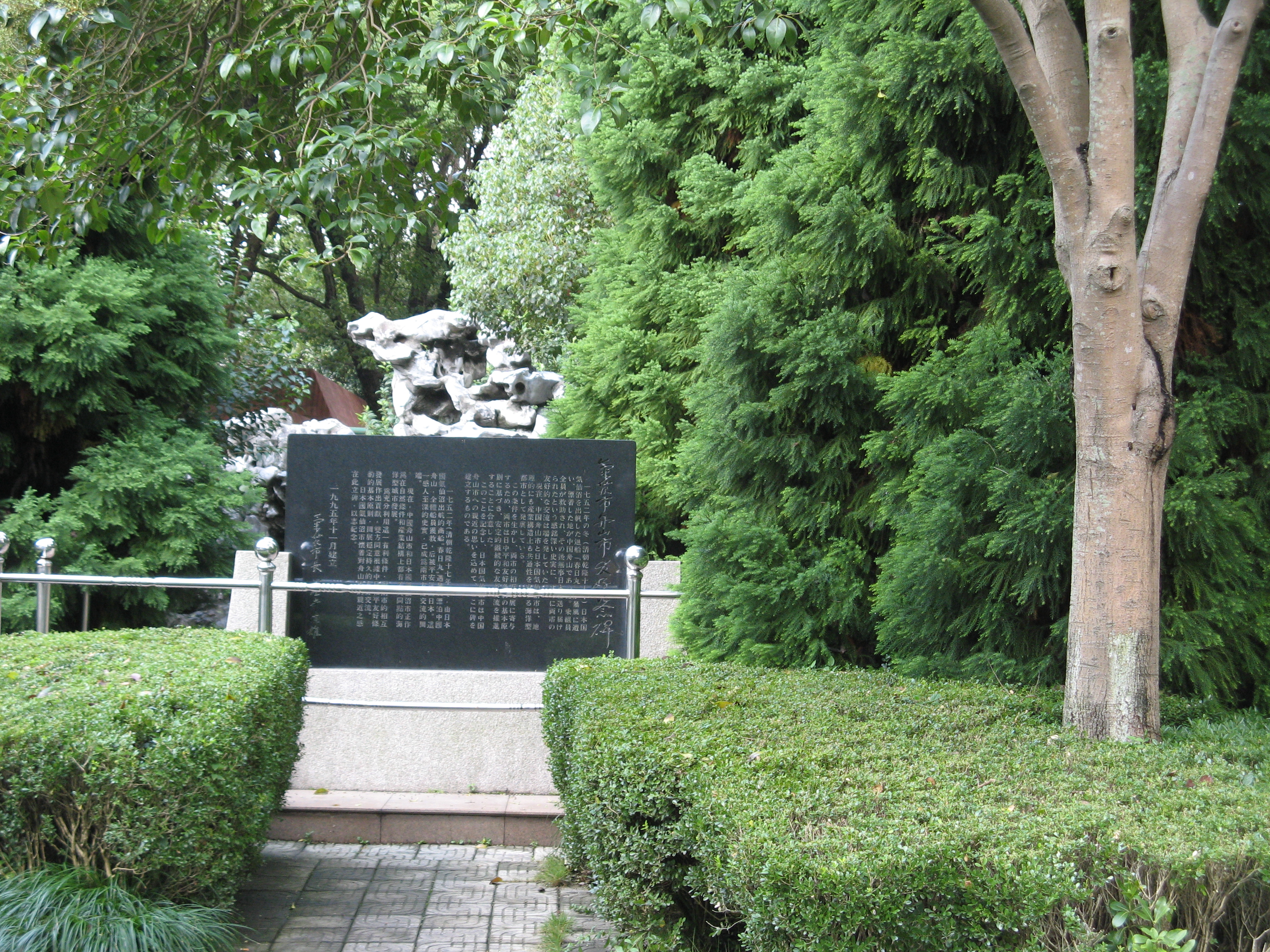
Стела в парке Динхай, установленная в память о дружбе между Чжоушанем и Кесеннумой

- Цанчжоу
- Кесеннума
- Сачхон
- Коксон
- Имус
- Замбоанга
- Ричмонд
- Специя
- Тинос
- Лефкас
- Сексард

## Галерея

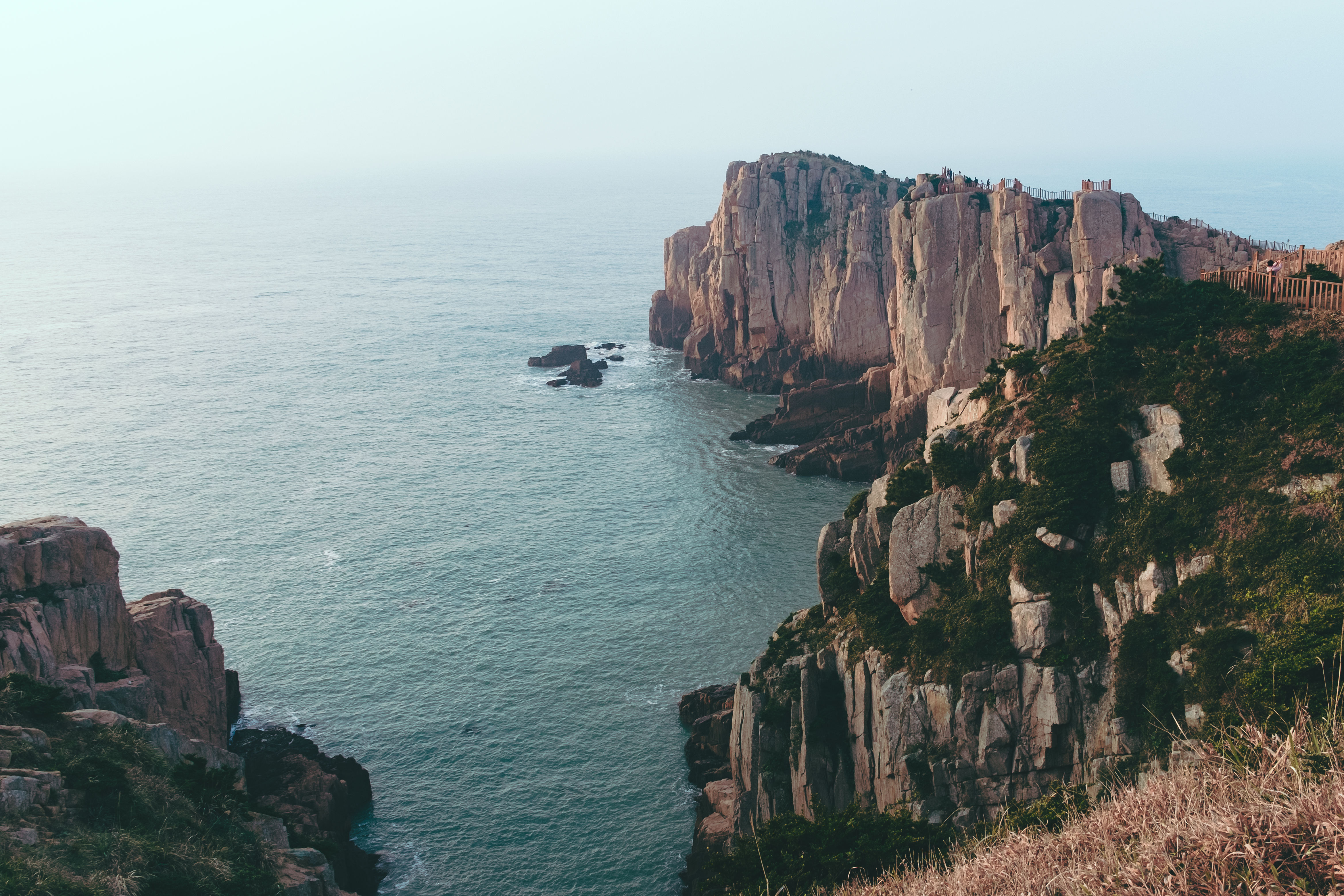
Остров Гоуци
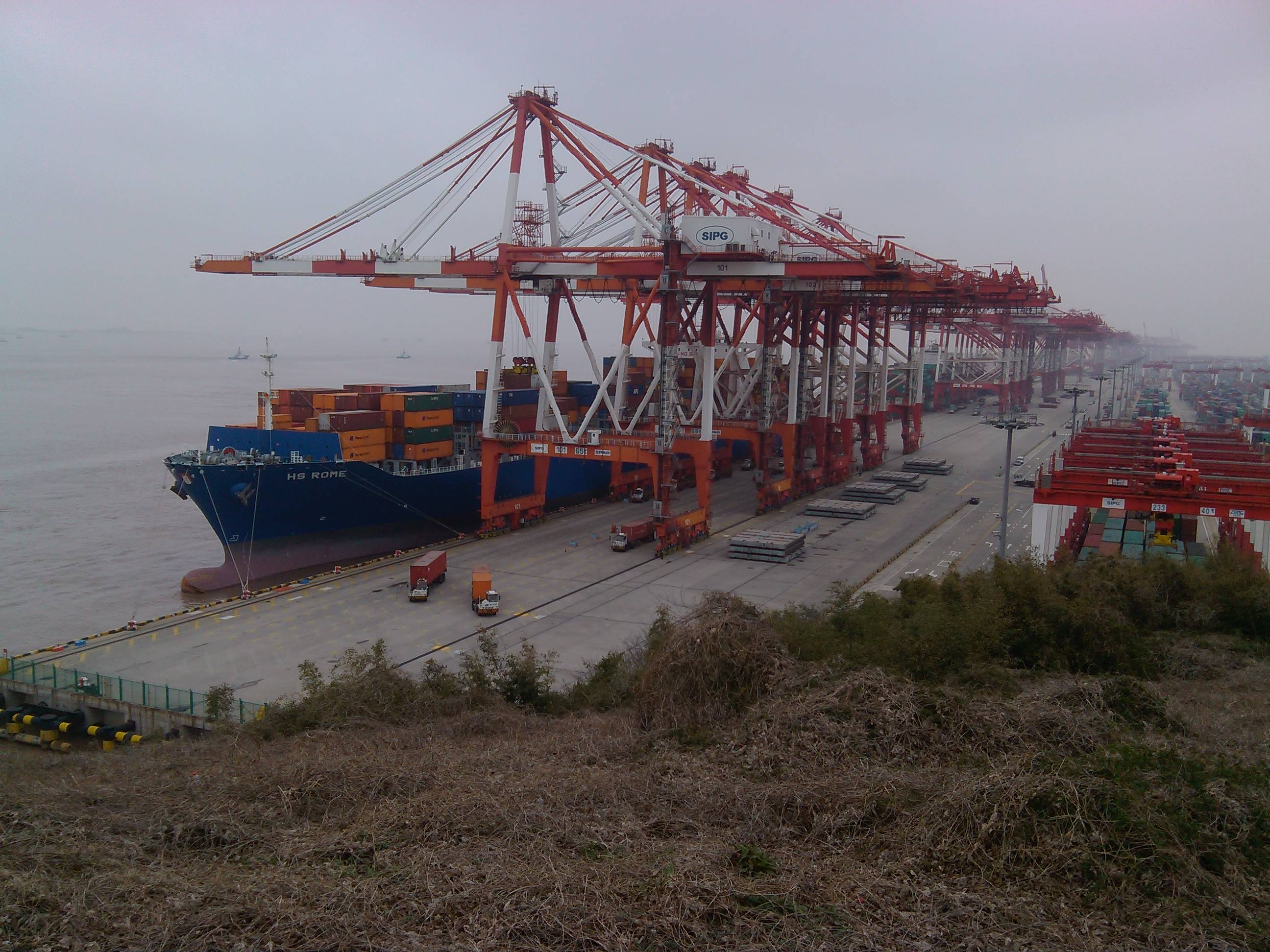
Порт Яншань
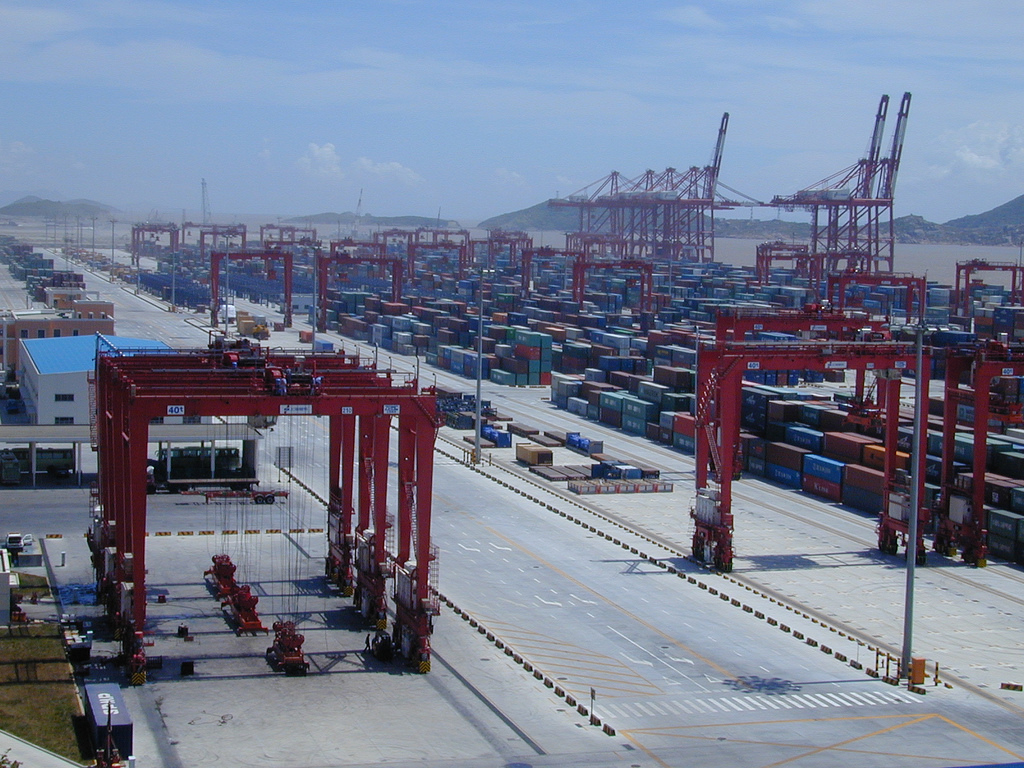
Порт Яншань
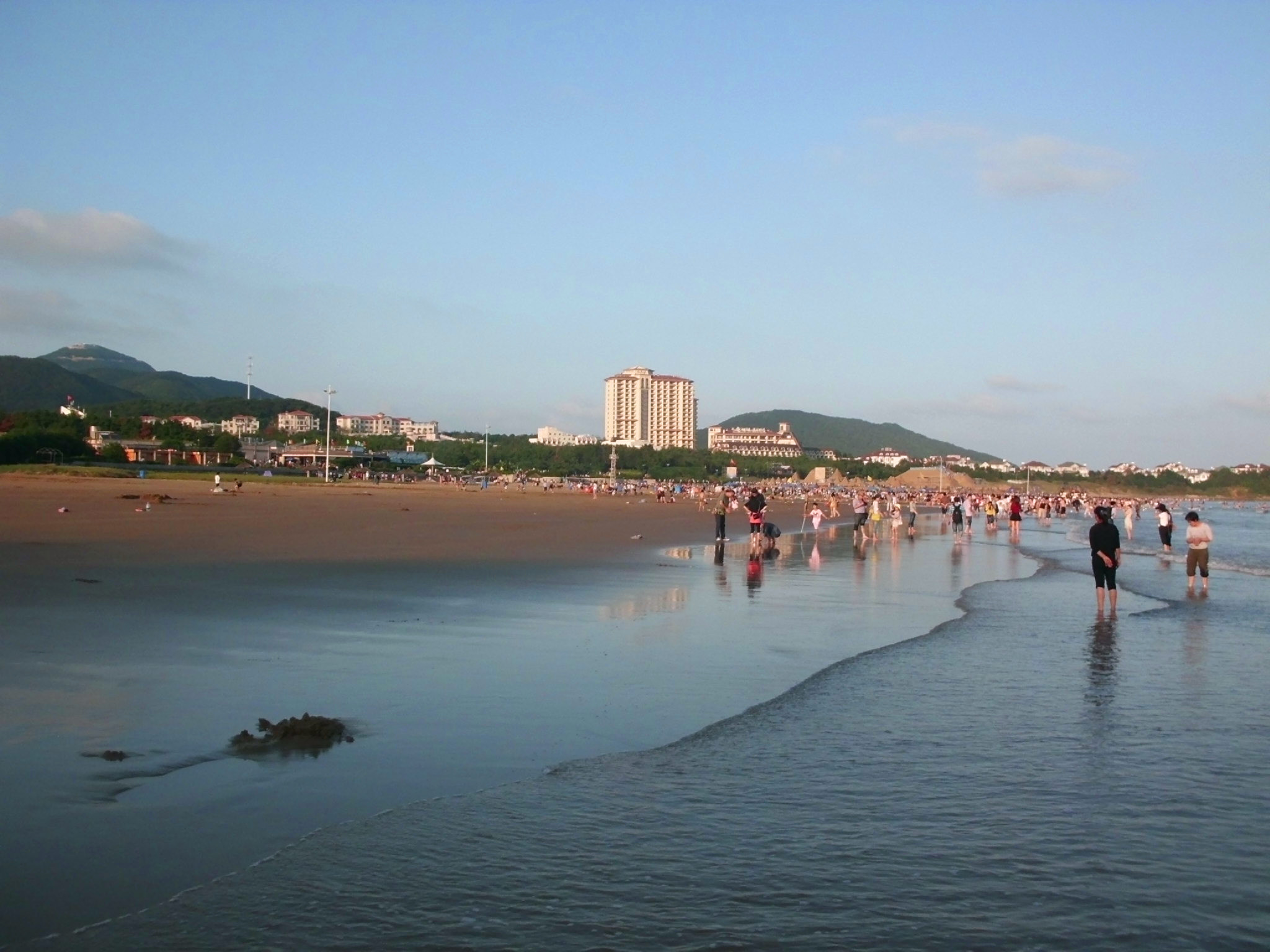
Остров Чжуцзяцзянь
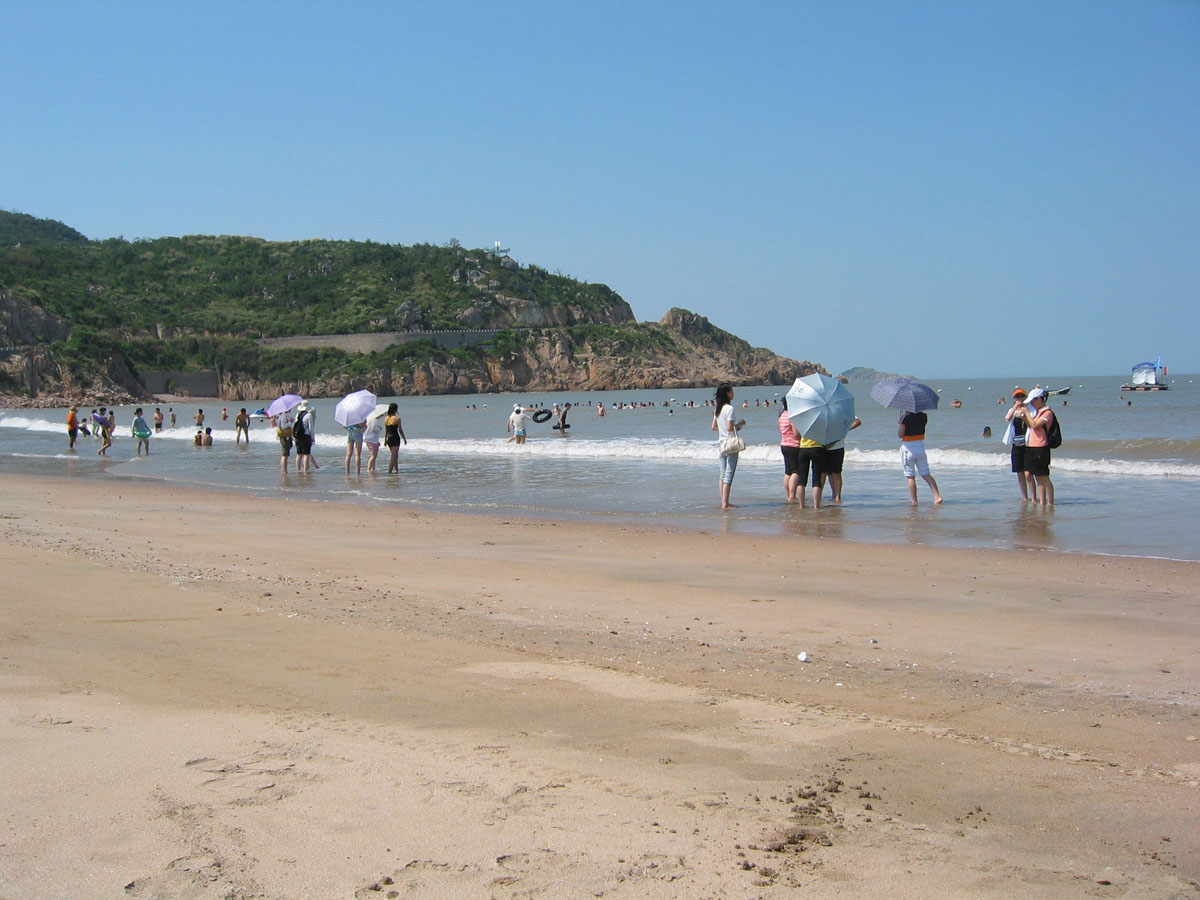
Остров Шэнсы
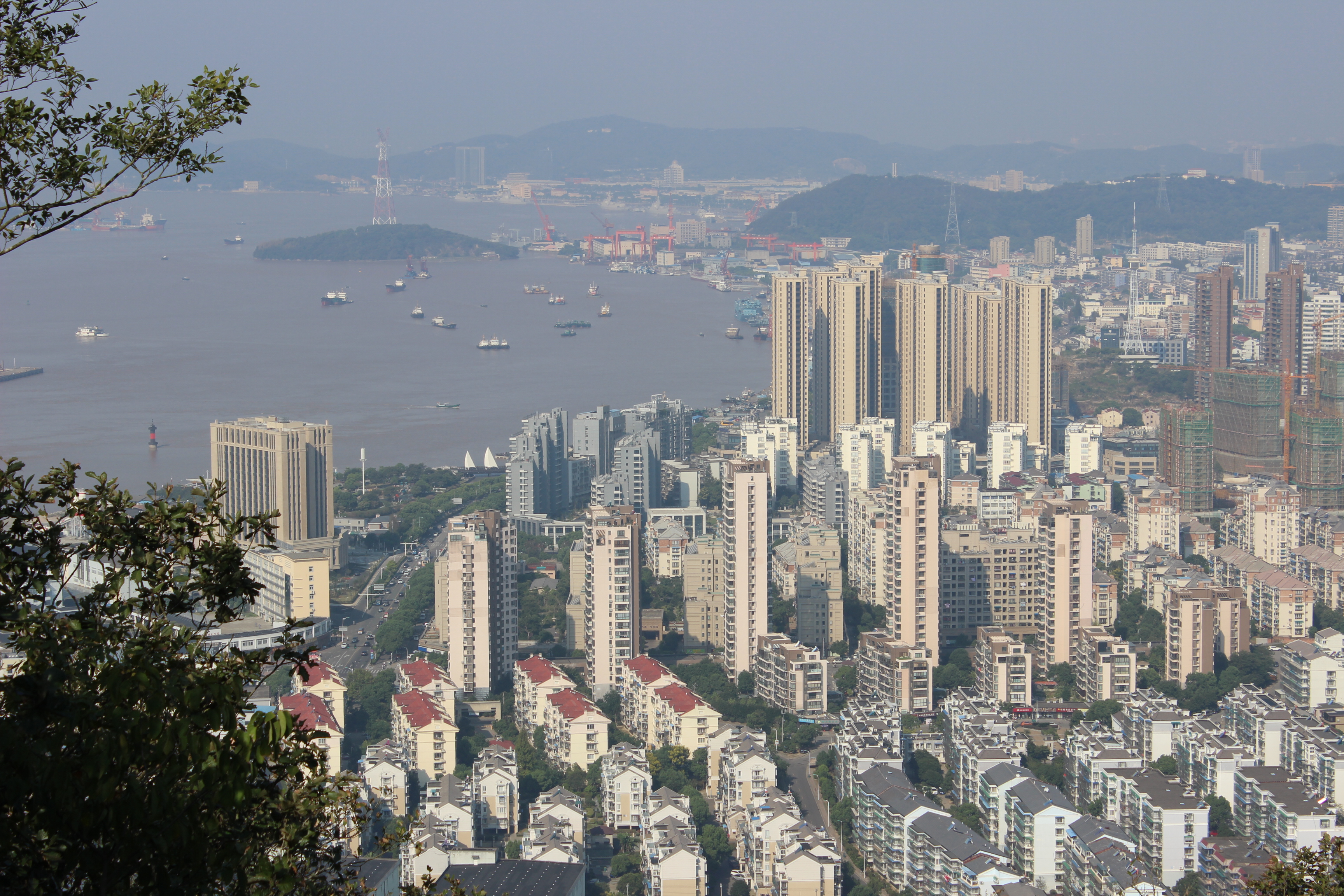
Залив Динхай
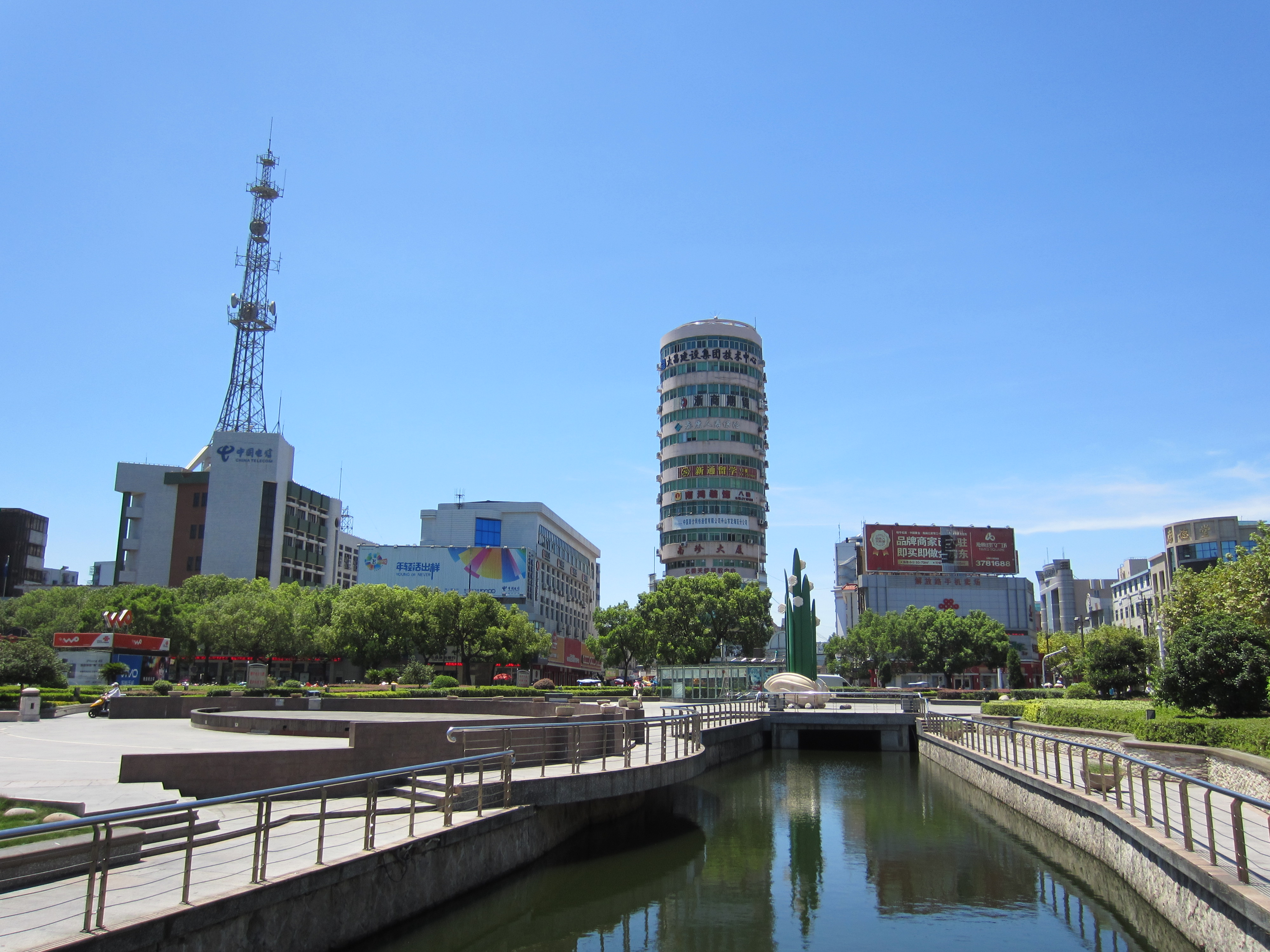
Площадь Культуры
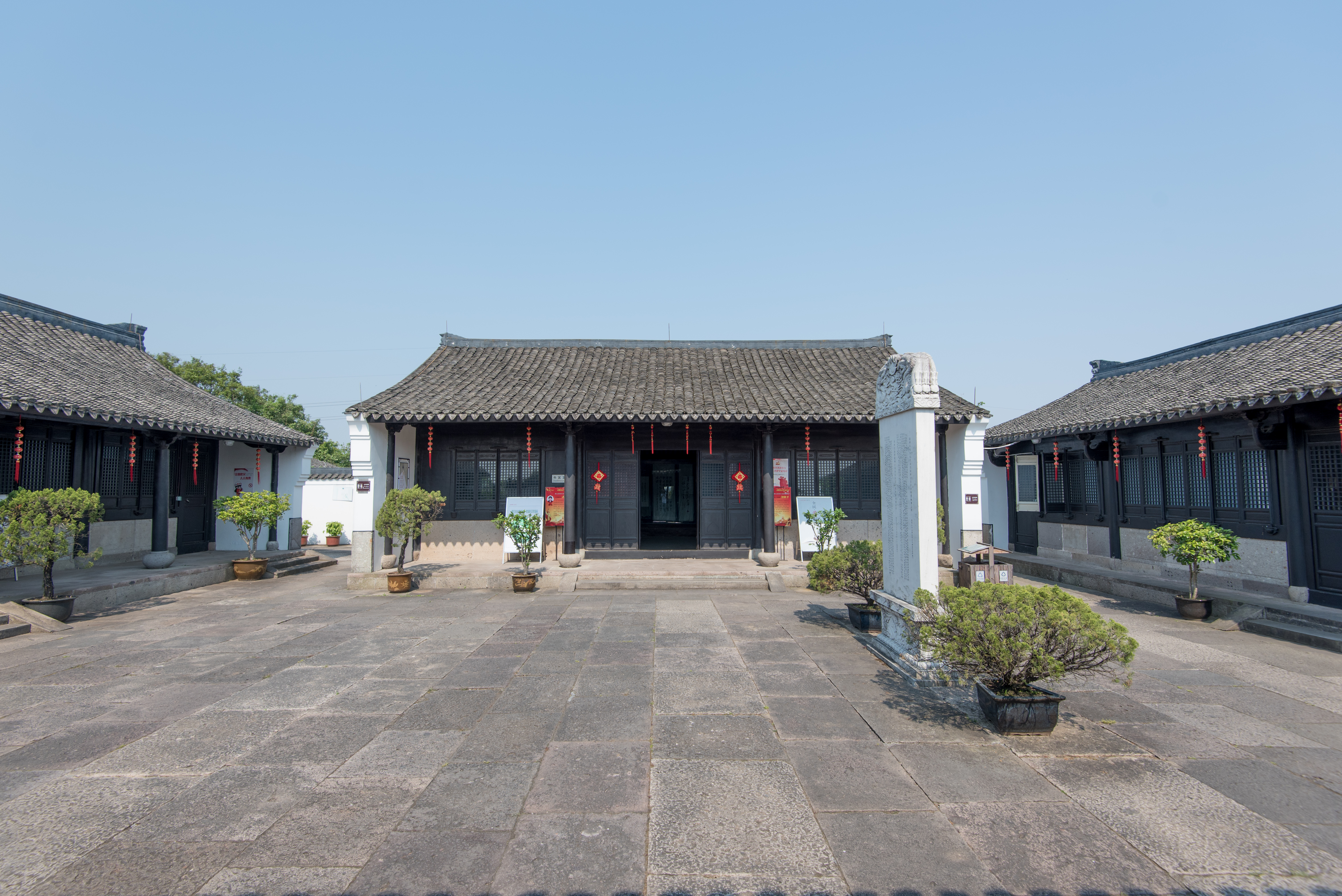
Храм Саньчжун
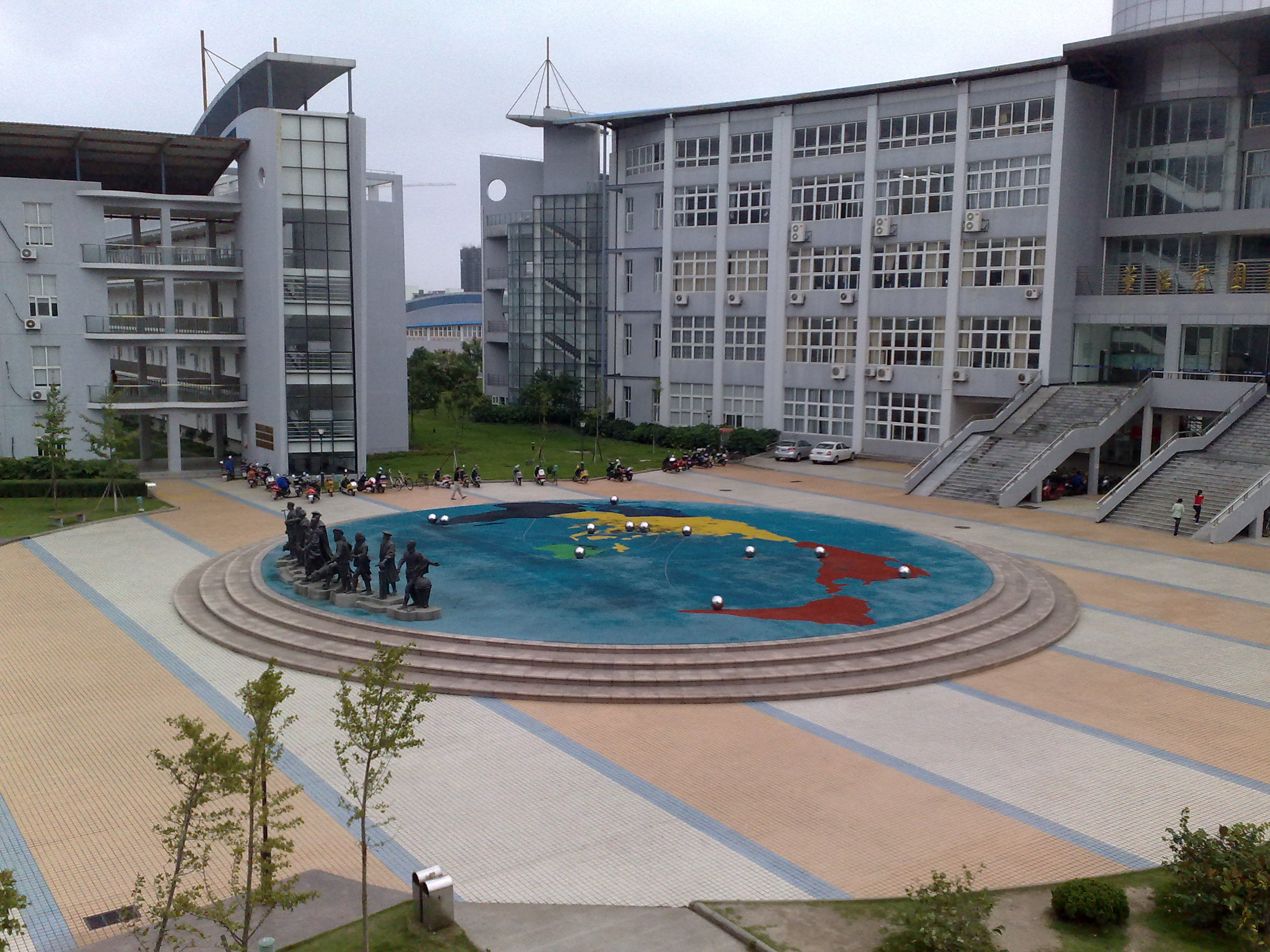
Океанский университет
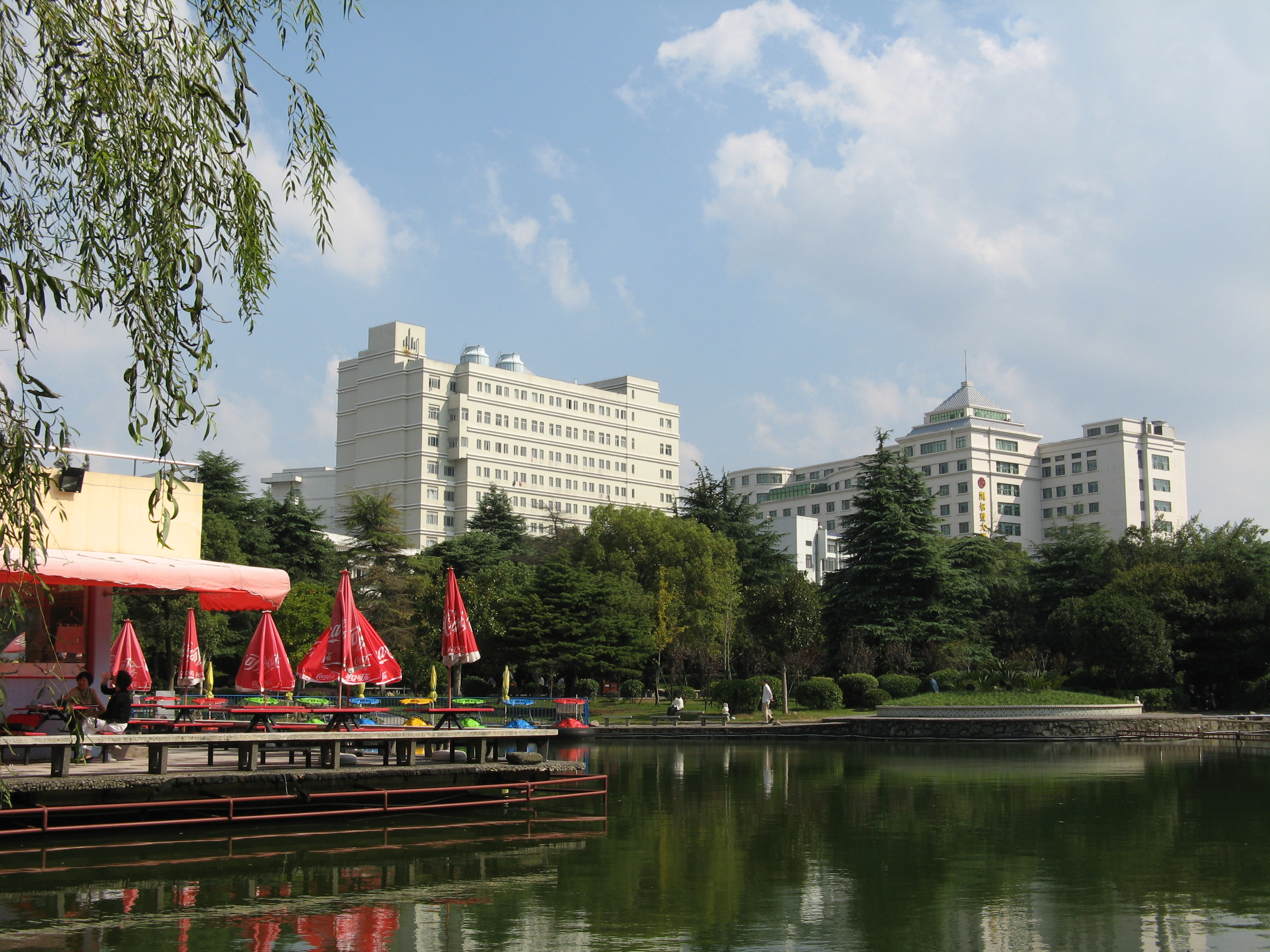
Парк Динхай
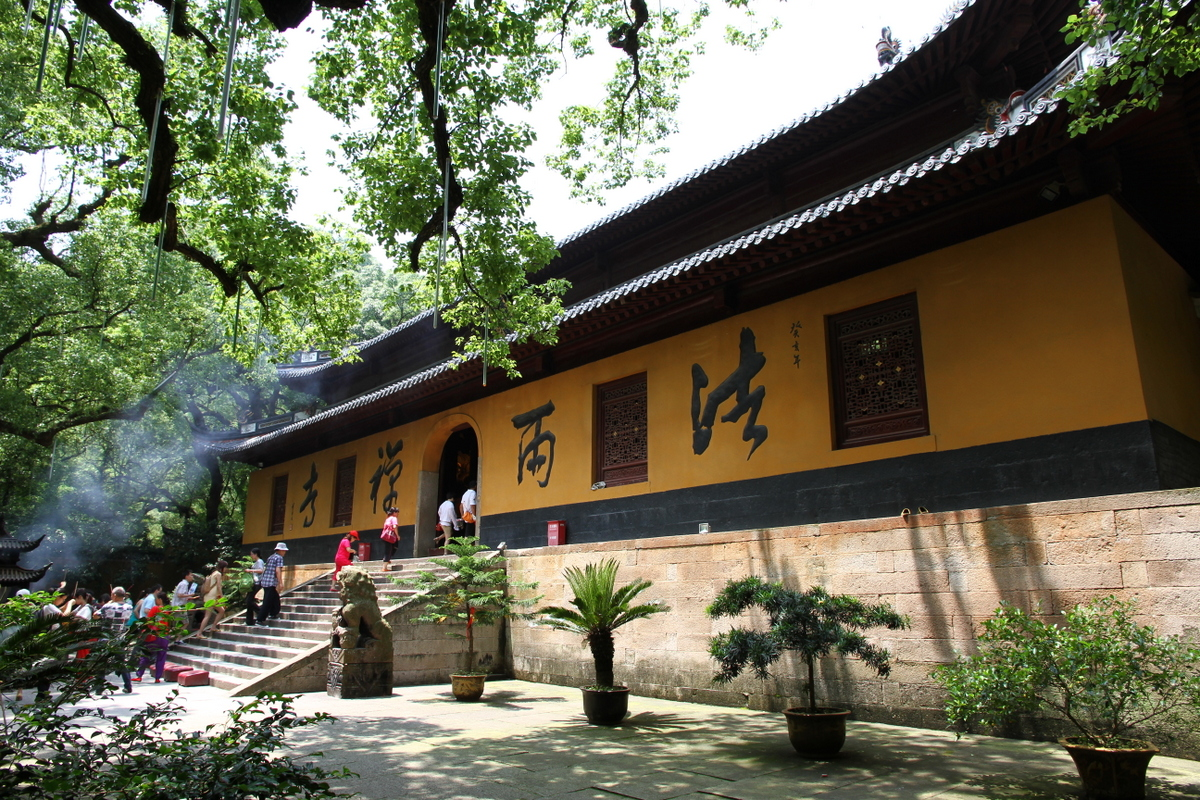
Храм Фаю
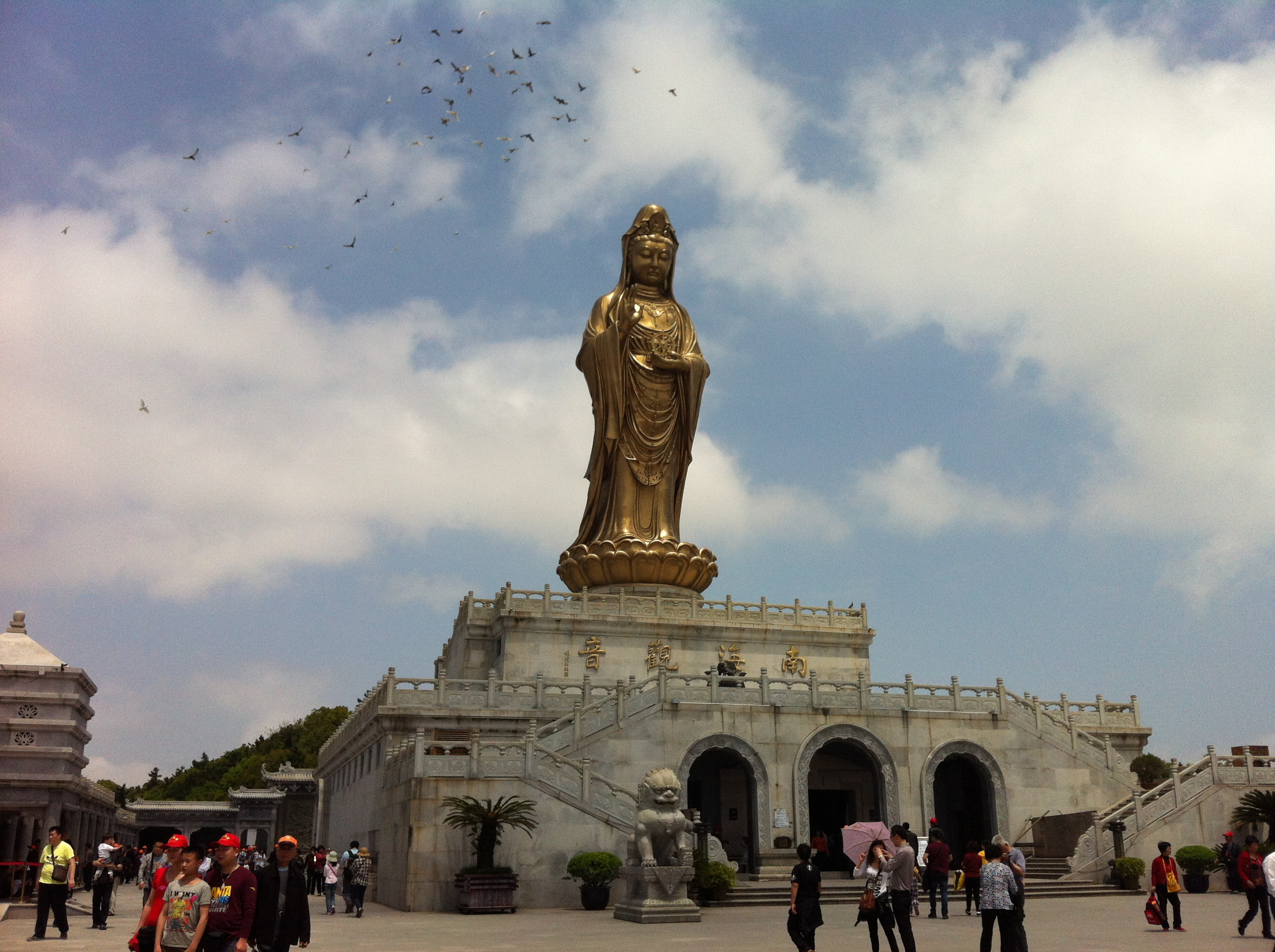
Статуя Гуаньинь